# Carlos III của Tây Ban Nha
Carlos III của Tây Ban Nha (Tiếng Anh: Charles III; Tiếng Ý và Tiếng Napoli: Carlo Sebastiano; Tiếng Sicilia: Carlu Bastianu; Sinh ngày 20/01/1716 - Mất ngày 14/12/1788) là Công tước có chủ quyền xứ Parma (1731 - 1735), vua của Vương quốc Napoli và Vương quốc Sicily (1734 - 1759), sau trở thành vua của Tây Ban Nha (1759 - 1788). Ông là con trai thứ 5 của vua Felipe V của Tây Ban Nha, và là con trai cả của người vợ thứ 2 của Felipe V, Hoàng hậu Elisabeth Farnese. Carlos III là người đề xướng chủ nghĩa chuyên chế và vương giả khai sáng, ông kế vị ngai vàng Tây Ban Nha vào ngày 10/08/1759, sau cái chết của người anh cùng cha khác mẹ Ferdinand VI. Vương tộc Borbone-Hai Sicilie ở Ý có nguồn gốc từ người con trai thứ 3 của ông là Ferdinando, trong khi đó Vương tộc Borbone-Parma lại có nguồn gốc từ em trai của ông, Filippo I xứ Parma.
Năm 1731, ở tuổi 15, Carlos trở thành Công tước của Parma và Piacenza, với tước hiệu là Carlo I, sau cái chết của người chú Antonio Farnese. Năm 1738, ông kết hôn với Công chúa Maria Amalia xứ Sachsen, con gái của Augustus III, vua của Ba Lan, Đại công tước của Latvia và Tuyển đế hầu của Saxony, bà là một người phụ nữ có học thức và văn hoá. Hai vợ chồng có 13 người con, 8 trong số đó sống đến tuổi trưởng thành, bao gồm cả Hoàng tử Carlos người thừa kế ngai vàng Tây Ban Nha và Hoàng tử Ferdinando người thừa kế ngai vàng Napoli và Sicilia. Carlos III và Maria Amalia đã cư trú tại Naples trong 19 năm. Ông đã có kinh nghiệm cai trị và tổ chức nhà nước trong 25 năm ở Ý, trong giai đoạn làm vua của Napoli và Sicily, nhờ đó mà khi kế thừa ngai vàng của Đế quốc Tây Ban Nha ông đã thể hiện bản lĩnh của mình rất tốt. Các chính sách của ông áp dụng ở Vương quốc Napoli và Vương quốc Sicilia đã định hình nên các chính sách mà ông sẽ áp dụng trong suốt 30 năm cai trị Tây Ban Nha.
Với tư cách là vua của Tây Ban Nha, Carlos III đã thực hiện những cải cách sâu rộng để tăng nguồn tài chính cho hoàng gia và chống lại các cuộc xâm lược của các thế lực nước ngoài vào đế chế của mình. Ông tạo điều kiện cho sự phát triển thương mại, hiện đại hoá nông nghiệp và quyền sở hữu đất đai, thúc đẩy khoa học và nghiên cứu khoa học. Ông thực hiện các chính sách hoàng gia để tăng quyền lực của nhà nước thông qua nhà thờ. Trong thời gian trị vì của mình, ông đã trục xuất các tu sĩ Dòng Tên khỏi Đế quốc Tây Ban Nha. Ông tăng cường sức mạnh cho lục quân và hải quân Tây Ban Nha. Mặc dù ông không đạt được quyền kiểm soát hoàn toàn đối với nguồn tài chính của Đế quốc, và đôi khi phải vay nợ để trang trải chi phí, nhưng hầu hết các cải cách của ông đều tỏ ra thành công trong việc tăng doanh thu cho hoàng gia và mở rộng quyền lực nhà nước, để lại một di sản lâu dài.
Trong Đế chế Tây Ban Nha, ông đã ban hành một loạt cải cách sâu rộng với mục đích đưa các lãnh thổ hải ngoại dưới sự kiểm soát chặt chẽ hơn của chính quyền trung ương, đảo ngược xu hướng tự trị địa phương và giành quyền kiểm soát nhiều hơn đối với Giáo hội. Các cuộc cải cách bao gồm việc thành lập hai cơ quan Phó vương quốc mới, phân bổ lại cơ quan hành chính, thành lập quân đội thường trực, thiết lập các công ty độc quyền mới, phục hồi hoạt động khai thác bạc, loại bỏ người Tây Ban Nha gốc Mỹ (criollos) khỏi các cơ quan dân sự và giáo hội, đồng thời loại bỏ nhiều đặc quyền (fueros) của giới tăng lữ. Ông cũng là người thành lập ra Ngân hàng Tây Ban Nha vào năm 1782 và nó tồn tại cho đến nay như là một ngân hàng trung ướng của Tây Ban Nha.
Nhà sử học Stanley Payne viết rằng: "Carlos III có lẽ là người cai trị châu Âu thành công nhất trong thế hệ của ông. Ông ấy đã thể hiện khả năng lãnh đạo vững chắc, nhất quán và thông minh. Ông ấy đã chọn những bộ trưởng có năng lực. Cuộc sống cá nhân của ông ấy đã giành được sự tôn trọng của người dân".

## Di sản của Đế quốc Tây Ban Nha

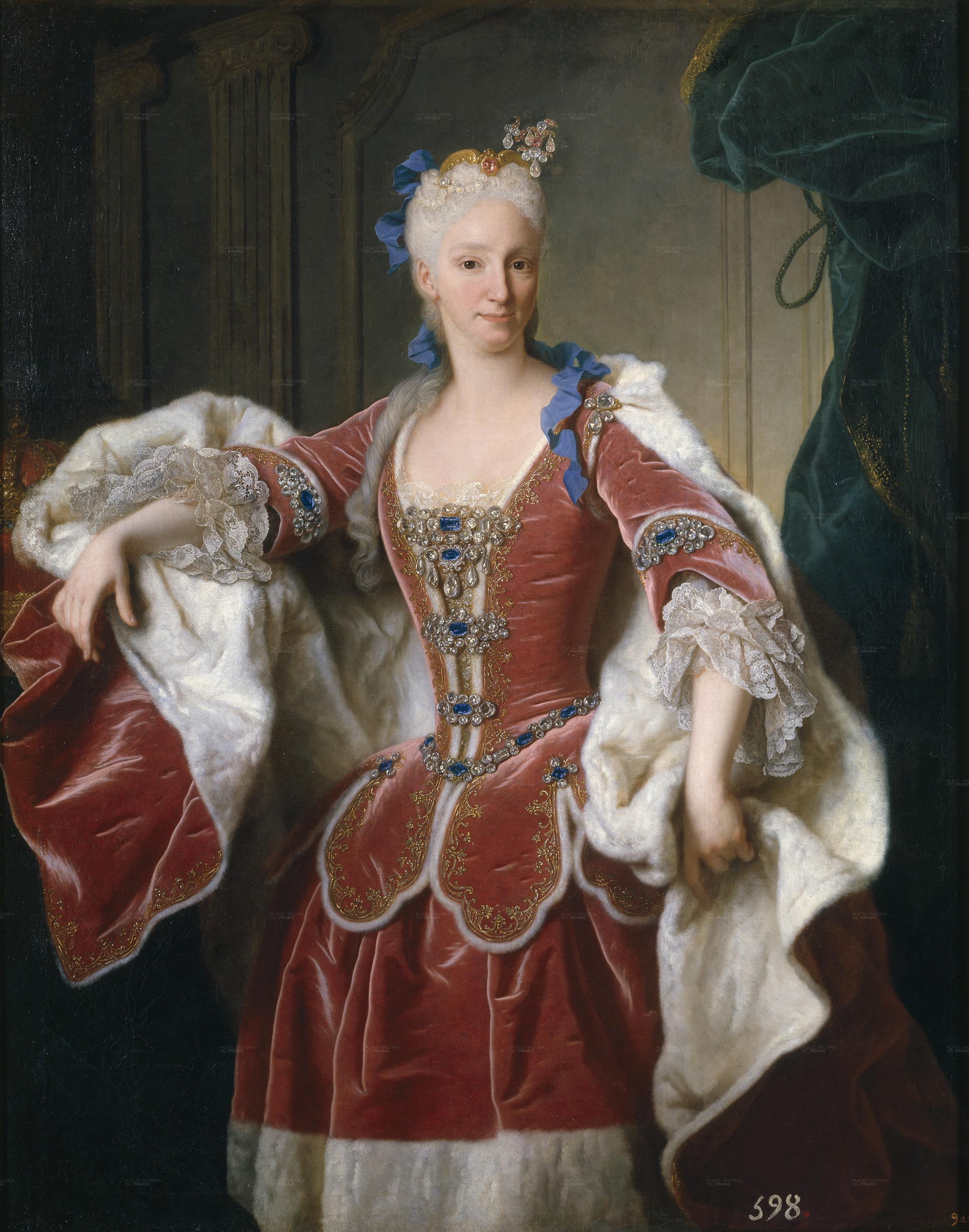
Chân dung của Elisabeth Farnese

Năm 1714, Hiệp ước Utrecht được ký kết, chính thức chấm dứt Chiến tranh Kế vị Tây Ban Nha (1701 - 1714) và làm giảm sức mạnh chính trị cũng như quân sự của Tây Ban Nha, nơi mà Nhà Bourbon đã cai trị từ năm 1700. Theo các điều khoản của hiệp ước, Đế quốc Tây Ban Nha, vẫn giữ lại các lãnh thổ thuộc địa của mình ở Tân Thế giới và Philippines, nhưng phải nhượng lại cho Quân chủ Habsburg của Áo lãnh thổ Nam Hà Lan, các Vương quốc Napoli và Vương quốc Sardegna, Công quốc Milan và Nhà nước Presidi. Nhà Savoy giành được Vương quốc Sicily, trong khi đó Vương quốc Anh giành được đảo Menorca và pháo đài ở Gibraltar.
Năm 1700, cha của Carlos, ban đầu là vương tử của Pháp thuộc Nhà Bourbon được gọi là Philip xứ Anjou, trở thành vua của Tây Ban Nha với vương hiệu Philip V. Trong suốt thời gian cai trị của mình từ năm 1700 đến năm 1746, ông đã liên tục cố gắng giành lại các lãnh thổ của Tây Ban Nha bị mất trong Hiệp ước Utrecht. Năm 1714, sau cái chết của người vợ đầu tiên - Công chúa Maria Luisa Gabriella xứ Savoia, Hồng y Piacenza Guilio Alberoni đã dàn xếp thành công cuộc hôn nhân chóng vánh giữa vua Philip V và Elisabetta Farnese, con gái riêng đồng thời cũng là cháu ruột của Francesco Farnese, Công tước Parma, hai người kết hôn vào ngày 24/12/1714; bà nhanh chóng chứng tỏ quyền lực của mình bằng cách tạo sức ảnh hưởng để vua Philip V bổ nhiệm Hồng y Giulio Alberoni làm thủ tướng Tây Ban Nha vào năm 1715.
Vào ngày 20/01/1716, Elisabeth hạ sinh vương tử Carlos tại Cung điện Hoàng gia Alcazar ở Madrid. Ông là người đứng thứ tư trong hàng kế vị ngai vàng, xếp sau 3 người anh cùng cha khác mẹ: vương tử Louis, Thân vương xứ Asturias (người trở thành vua trong một thời gian ngắn với vương hiệu Louis I, qua đời vào năm 1724); vương từ Felipe (mất năm 1719); và vương tử Ferdinand sau trở thành vua Fernando VI.
Bởi vì Công tước Francesco xứ Parma và người kế vị của ông không có con, Elisabeth đã thuyết phục để đưa con trai của mình là vương tử Carlos thế tục làm Công tước xứ Parma và Piacenza, vì tính đến lúc đó ông không có cơ hội trở thành vua của Tây Ban Nha. Elisabeth cũng tìm kiếm cho vị vương tử này cơ hội tiếp nhận Đại công quốc Toscana, vì Gian Gastone de' Medici, Đại công tước xứ Toscana (1671 - 1737) cũng không có con. Vị Đại công tước này là anh em họ xa với Elisabeth thông qua bà cố Margherita de' Medici.

## Tiểu sử

### Những năm đầu đời

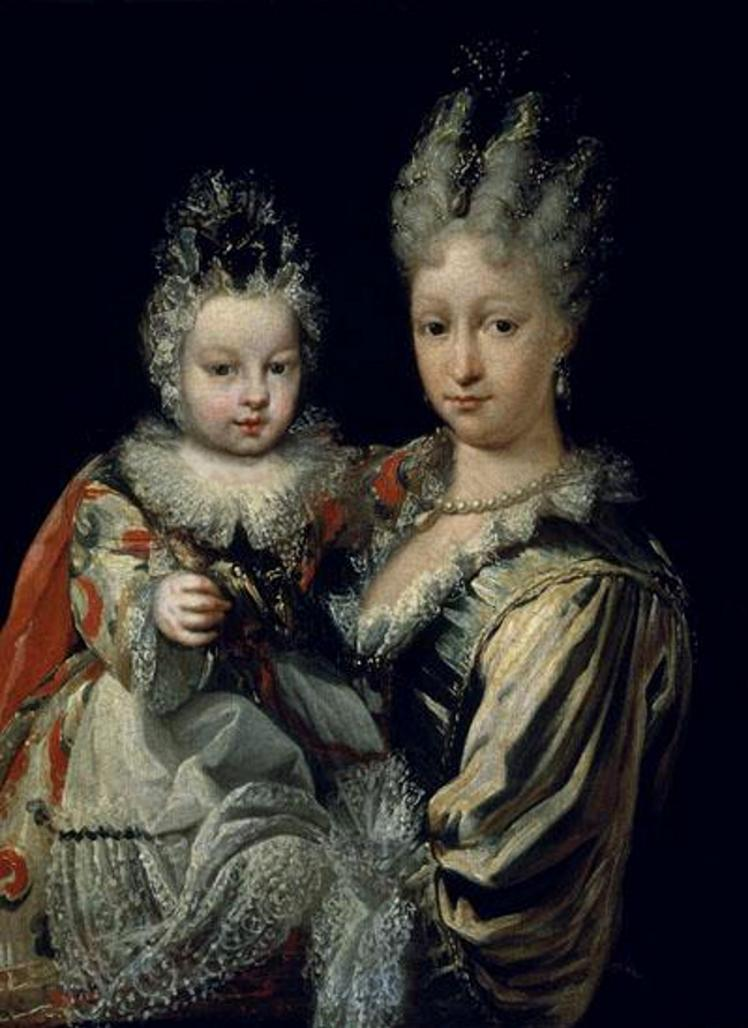
Elisabeth bên con trai cả Charles.

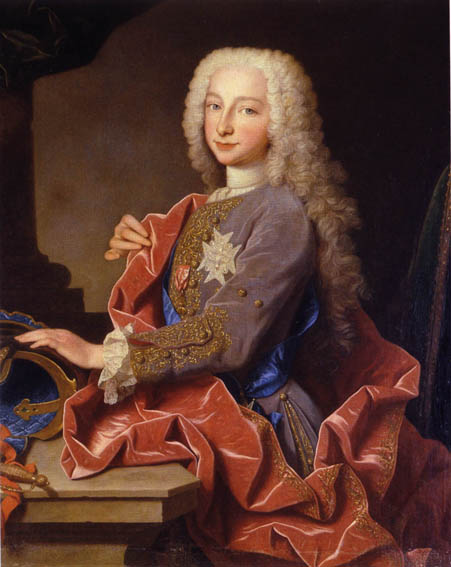
Carlos năm 9 tuổi.

Sự ra đời của vương tử Carlos đã khuyến khích thủ tướng Alberoni bắt đầu vạch ra những kế hoạch lớn. Năm 1717, ông tư vấn cho nhà vua thực hiện cuộc xâm lược Sardinia và năm 1718 ông lại tiếp tục đưa người Tây Ban Nha xâm lược Sicily, cả 2 lãnh thổ này đều nằm dưới quyền cai trị của Nhà Savoia. Cùng năm đó, em gái đầu tiên của Carlos là Vương nữ Mariana Victoria được sinh ra đời (31/03/1718). Để phản ứng lại Chiến tranh Liên minh bộ tứ, Công tước xứ Savoy sau đó gia nhập Liên minh và gây chiến với Tây Ban Nha. Cuộc chiến này dẫn đến việc vua Felipe V của Tây Ban Nha sa thải Alberoni vào năm 1719. Hiệp ước The Hague (1720) được ký kết, trong đó bao gồm cả điều khoản trao tước hiệu Công tước xứ Parma và Piacenza cho vương tử Carlos.
Ngày 29/12/1719, anh trai cùng cha khác mẹ của Carlos là vương tử Philip Peter qua đời, đưa Carlos lên vị trí thứ 3 trong danh sách kế vị ngai vàng Tây Ban Nha, chỉ xếp sau vương tử Louis và Ferdinand. Người em thứ 2 của ông là vương tử Philip, Công tước xứ Parma ra đời ngày ngày 15/03/1720.
Từ năm 1721, Vua Philip V đã đàm phán với Công tước xứ Orléans, nhiếp chính của Vương quốc Pháp để dàn xếp 3 cuộc hôn nhân Pháp - Tây Ban Nha để xoa dịu các mối quan hệ căng thẳng giữa 2 nước. Vua Louis XV của Pháp sẽ kết hôn với Vương nữ Mariana Victoria, và do đó cô ấy sẽ trở thành hoàng hậu Pháp. Anh trai cùng cha khác mẹ của Carlos là vương tử Louis sẽ kết hôn với người con gái thứ tư của nhiếp chính vương là Louise Élisabeth xứ Orléans. Bản thân Carlos sẽ đính hôn với quận chúa Philippine Élisabeth d'Orléans, người con gái thứ 5 của Công tước xứ Orléans.
Trong số những cuộc hôn nhân được đề xuất này, chỉ có Louis và Louise Élisabeth là sẽ kết hôn. Elisabeth Farnese đã tìm kiếm những cô con dâu tiềm năng khác cho con trai cả của mình. Vì điều này, bà hướng đến Đại công quốc Áo, đối thủ chính của Tây Ban Nha trên bán đảo Ý. Bà đã đề nghị với Karl VI, Hoàng đế La Mã Thần thánh, rằng vương tử Carlos kết hôn với Nữ Đại vương công Maria Theresia 8 tuổi và người con trai thứ hai của bà, vương tử Philip, kết hôn với Nữ đại vương công Maria Anna, 7 tuổi.
Liên minh Tây Ban Nha và Áo được ký kết vào ngày 30/04/1725 và bao gồm sự ủng hộ của Tây Ban Nha đối với Chính sách Thực dụng, một văn bản do Hoàng đế Karl soạn thảo năm 1713 để đảm bảo sự ủng hộ cho Nữ đại vương công Maria Theresia trong việc kế vị ngai vàng của Nhà Habsburg. Hoàng đế cũng từ bỏ mọi yêu sách đối với ngai vàng Tây Ban Nha và hứa sẽ hỗ trợ Tây Ban Nha trong nỗ lực giành lại Gibraltar. Chiến tranh Anh-Tây Ban Nha (1727-1729) sau đó đã ngăn chặn tham vọng của Elisabeth Farnese, và kế hoạch kết hôn bị hủy bỏ với việc ký kết Hiệp ước Seville vào ngày 9/11/1729. Các điều khoản của hiệp ước đã cho phép vương tử Carlos có quyền chiếm Parma, Piacenza, và Toscana bằng vũ lực nếu cần thiết.
Sau Hiệp ước Seville, Felipe V của Tây Ban Nha đã bỏ qua các điều khoản của nó và thành lập một liên minh với Vương quốc Pháp và Vương quốc Anh. Antonio Farnese, Công tước xứ Parma, qua đời vào ngày 26/02/1731 mà không có người thừa kế. Kết quả là, Hiệp ước Viên lần thứ hai ký vào ngày 22 tháng 7 năm 1731 chính thức công nhận vương tử Carlos là Công tước xứ Parma và Piacenza.

## Cai trị ở Ý

### Đến Ý

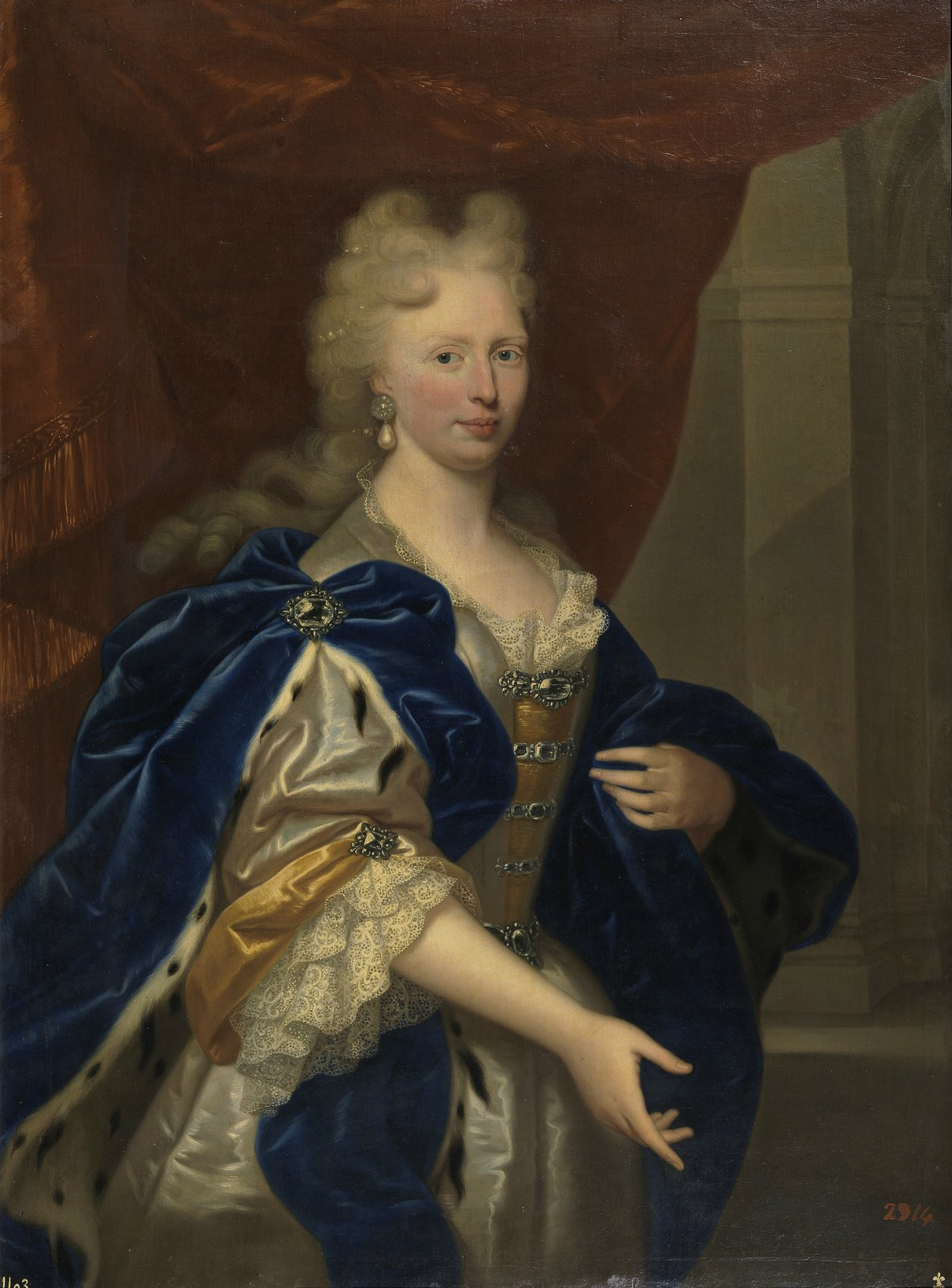
Dorothea Sophie của Neuburg, mẹ của Elisabeth Farnese và là người giám hộ của Carlos và nhiếp chính của Parma

Sau một buổi lễ long trọng ở Seville, Carlos được cha mình trao cho épée d'or ("thanh kiếm vàng"); thanh kiếm đã được ông cố của ông là Vua Louis XIV của Pháp trao cho cha ông là Philip xứ Anjou trước khi cha của ông khởi hành đến Tây Ban Nha vào năm 1700 để tiếp nhận ngai vàng và trở thành Felipe V của Tây Ban Nha.
Carlos rời Tây Ban Nha vào ngày 20/10/1731 và đi bằng đường bộ đến Antibes, Vương quốc Pháp; sau đó ông đi thuyền đến Toscana, và đến Livorno vào ngày 27/12/1731. Anh họ của ông Gian Gastone de' Medici, Đại công tước xứ Toscana, được chỉ định là đồng gia sư của ông và mặc dù Carlos chỉ được xếp thứ 2 trong danh sách kế vị Đại công quốc Toscana, Đại công tước vẫn ban cho ông một lễ chào đón nồng nhiệt. Trên đường đến Florence từ Pisa, Carlos bị ốm vì bệnh đậu mùa. Carlos đã đến thủ đô Florence vào ngày 9/03/1732 với một đoàn tùy tùng 250 người. Ông ở với hoàng tộc Medici tại dinh thự của công tước, Palazzo Pitti.
Gian Gastone đã tổ chức một buổi dạ tiệc để vinh danh vị Thánh bảo trợ của Florence, Thánh Gioan Baotixita, vào ngày 24/06. Tại lễ hội này, Gian Gastone đã tuyên bố Carlos là người thừa kế của mình, phong cho ông tước hiệu "Đại công tử cha truyền con nối" của Đại công quốc Toscana, và Carlos đã tỏ lòng tôn kính với viện nguyên lão Florence, cũng như truyền thống dành cho những người thừa kế ngai vàng Toscana. Khi Hoàng đế Karl VI của Thánh chế La Mã nghe về buổi lễ, ông đã rất tức giận vì Gian Gastone đã không thông báo cho ông, vì ông là lãnh chúa của Toscana và việc đề cử lẽ ra là đặc quyền của ông. Bất chấp những lễ kỷ niệm, Elisabeth Farnese vẫn thúc giục con trai mình tiếp tục đến Parma, Carlos đã thực hiện hành trình nào vào tháng 10/1732, nơi anh được chào đón nồng nhiệt. Trên mặt trước của cung điện công tước ở Parma được viết Parma Resurget (Parma sẽ sống lại). Cùng lúc đó, vở kịch La Venuta di Ascanio ở Italia được dựng bởi Carlo Innocenzo Frugoni. Sau đó nó được biểu diễn tại Nhà hát Farnese trong thành phố.

### Chinh phục Napoli và Sicilia

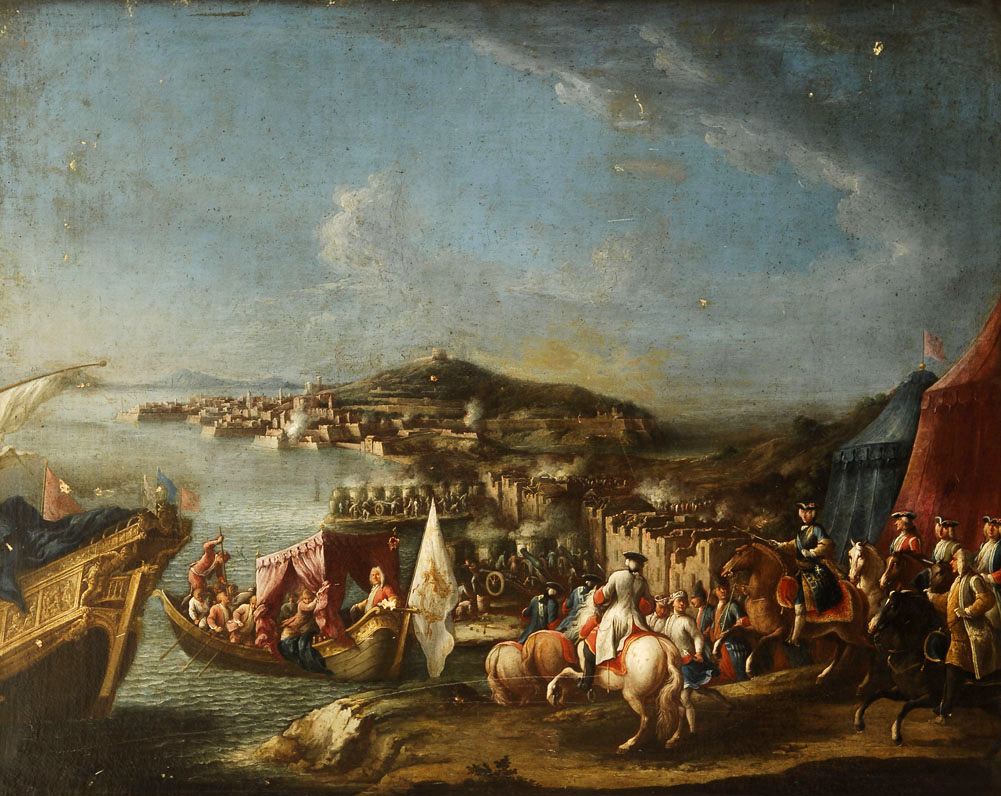
Carlos của Bourbon gần Naples (1734)

Năm 1733, cái chết của Augustus II, Vua của Ba Lan, đã gây ra một cuộc khủng hoảng kế vị ở Ba Lan. Vương quốc Pháp ủng hộ một kẻ giả danh, Đại công quốc Áo và Đế quốc Nga ủng hộ một kẻ khác. Pháp và Nhà Savoy thành lập liên minh để giành lãnh thổ từ Áo. Đế quốc Tây Ban Nha, quốc gia đã liên minh với Pháp vào cuối năm 1733 (Hiệp ước Bourbon), cũng tham gia vào cuộc xung đột. Mẹ của Carlos, với tư cách là người nhiếp chính, đã nhìn thấy cơ hội giành lại Vương quốc Napoli và Vương quốc Sicilia, mà Tây Ban Nha đã mất trong Hiệp ước Utrecht.
Vào ngày 20/01/1734, Carlos lúc này 18 tuổi, đã đạt được đa số thành tựu quyền lực, và "được tự do điều hành và quản lý theo cách thức độc lập với các nhà nước của mình". Ông cũng được chỉ định là chỉ huy của quân đội Tây Ban Nha ở Ý, một vị trí mà ông chia sẻ với Công tước Montemar. Vào ngày 27/02, Vua Philip của Tây Ban Nha tuyên bố ý định đánh chiếm Vương quốc Napoli, ông nói rằng sẽ giải phóng vùng đất này khỏi "bạo lực quá mức của Phó vương Napoli, sự áp bức và chuyên chế của Đại công quốc Áo". Carlos, lúc bấy giờ đã tiếp nhận ngai vàng của Parma với tước hiệu là "Công tước Carlos I xứ Parma", sẽ phụ trách việc chinh phạt. Carlos duyệt binh đội quân Tây Ban Nha tại Perugia, và hành quân về phía Naples vào ngày 5/03. Quân đội của ông đi qua Lãnh địa Giáo hoàng, được cai trị bởi Giáo hoàng Clêmentê XII.
Người Áo, đã chiến đấu với quân đội Pháp và Savoyard để giữ lại Lombardy, chỉ có nguồn lực hạn chế cho việc phòng thủ Naples để chống lại người Tây Ban Nha. Hoàng đế muốn giữ Naples, nhưng hầu hết giới quý tộc Napoli đều chống lại ông, và một số âm mưu chống lại phó vương của ông. Họ hy vọng rằng Philip sẽ trao vương quốc cho Hoàng tử Carlos, người sẽ có nhiều khả năng sống và cai trị ở đó hơn là có một phó vương và phục vụ một thế lực ngoại bang. Vào ngày 9/03, người Tây Ban Nha chiếm Procida và Ischia, hai hòn đảo trong Vịnh Naples. Một tuần sau, họ đánh bại quân Áo trên biển. Vào ngày 31/03, quân đội của ông đánh quân Áo ở Naples. Người Tây Ban Nha đã đánh úp vào vị trí phòng thủ của quân Áo dưới sự chỉ huy của Tướng Traun và buộc họ phải rút về Capua. Điều này cho phép Carlos và quân của ông tiến vào thành phố Napoli.
Phó vương người Áo, Giulio Borromeo Visconti, và chỉ huy quân đội của ông, Giovanni Carafa, đã bỏ lại một số đơn vị đồn trú giữ các pháo đài của thành phố và rút về Apulia. Ở đó, họ chờ đợi quân tiếp viện để phản công quân Tây Ban Nha. Người Tây Ban Nha tiến vào Napoli và vây hãm các pháo đài do Áo trấn giữ. Trong khoảng thời gian đó, Carlos đã nhận được những lời khen ngợi của giới quý tộc địa phương, chìa khóa thành phố và cuốn sổ đặc quyền từ một phái đoàn gồm các quan chức được bầu của thành phố.
Người Tây Ban Nha chiếm Lâu đài Carmine vào ngày 10/04; Castel Sant'Elmo thất thủ vào ngày 27/04; Castel dell' Ovo vào 04/05 và cuối cùng là Lâu đài Mới vào ngày 6/05. Tất cả những chiến thắng này đến với quân Tây Ban Nha ngay cả khi Carlos không có kinh nghiệm quân sự, hiếm khi mặc quân phục, và chỉ có thể bị thuyết phục một cách khó khăn để chứng kiến một cuộc duyệt binh.

### Được công nhận là vua của Napoli và Sicilia 1734-1735
Carlos đã toàn thắng và tiến vô Napoli vào ngày 10/05/1734, qua cổng thành cũ ở Capuana được bao quanh bởi các ủy viên hội đồng thành phố, cùng với một nhóm người ném tiền cho dân địa phương. Cuộc rước tiếp tục đi qua các đường phố và kết thúc tại Nhà thờ Napoli, nơi Carlos nhận được lời chúc phúc từ Tổng giám mục địa phương, Hồng y Pignatelli. Carlos đến cư trú tại Cung điện Hoàng gia Napoli, được xây dựng bởi tổ tiên của ông, Felipe III của Tây Ban Nha.
Hai nhà biên niên sử thời đại, Florentine Bartolomeo Intrieri, và Venetian Cesare Vignola đã đưa ra những báo cáo trái ngược nhau về quan điểm của người dân Napoli. Intrieri viết rằng sự xuất hiện là một sự kiện lịch sử và đám đông đã hét lên rằng "Ngài thật đẹp, khuôn mặt của ngài giống như khuôn mặt của San Gennaro". Ngược lại, Vignola viết rằng "chỉ có một số lời tung hô", và đám đông vỗ tay tán thưởng với "rất nhiều người uể oải".
Tuy nhiên, sự kháng cự của quân Áo vẫn chưa bị loại bỏ hoàn toàn. Hoàng đế đã gửi quân tiếp viện đến Naples dưới sự chỉ đạo của Thân vương xứ Belmonte, đến Bitonto.
Quân đội Tây Ban Nha do Bá tước Montemar chỉ huy tấn công quân Áo vào ngày 25/05/1734 tại Bitonto, và giành được chiến thắng quyết định. Belmonte bị bắt sau khi chạy trốn đến Bari, trong khi đó số quân Áo còn lại có thể chạy thoát ra biển. Để ăn mừng chiến thắng, Naples được chiếu sáng trong ba đêm, và vào ngày 30/05, Công tước Montemar, chỉ huy quân đội của Carlos, được phong là Công tước xứ Bitonto. Ngày nay có một đài tưởng niệm ở thành phố Bitonto để kỷ niệm trận chiến.
Sau sự thất thủ của Reggio Calabria vào ngày 20/06, Carlos cũng chinh phục các thị trấn L'Aquila (27/06) và Pescara (28/07). Hai pháo đài cuối cùng của Áo là Gaeta và Capua. Cuộc vây hãm Gaeta, mà Carlos đã thực hiện, kết thúc vào ngày 6/08. Ba tuần sau, Công tước Montemar rời Bán đảo Ý đến Đảo Sicily, họ đến Palermo vào ngày 2/09/1734, bắt đầu cuộc chinh phục các pháo đài do Áo nắm giữ trên đảo kết thúc vào đầu năm 1735. Capua, thành trì duy nhất còn sót lại của Áo ở Naples, do von Traun nắm giữ cho đến ngày 24/11/1734.
Năm 1735, theo hiệp ước kết thúc chiến tranh, Carlos chính thức nhượng Công quốc Parma cho Hoàng đế La Mã Thần thánh Charles VI để đổi lấy việc ông được công nhận là Vua của Naples và Sicily.

### Xung đột với Tòa Thánh

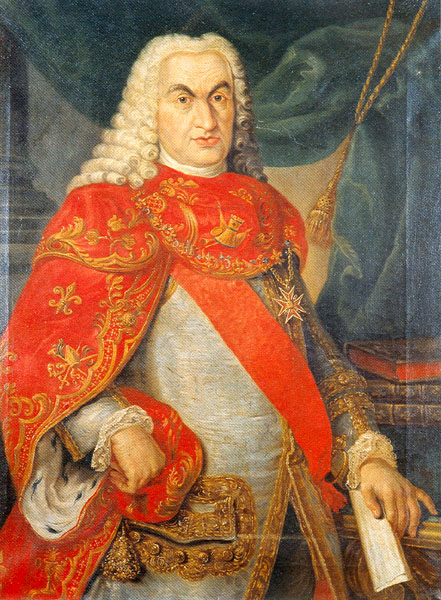
Bernardo Tanucci, người đã hỗ trợ Carlos trong cuộc xung đột với Tòa thánh

Trong những năm đầu trị vì của Carlos, tòa án Nepoli đã tranh chấp với Tòa thánh về quyền tài phán, bổ nhiệm thư ký và doanh thu. Vương quốc Napoli là một thái ấp cổ xưa của Lãnh địa Giáo hoàng. Vì lý do này, Giáo hoàng Clêmentê XII coi mình là người duy nhất có quyền hành lên các địa vị của lãnh thổ này, và vì vậy ông không công nhận Carlos của Bourbon là một vị vua hợp pháp. Thông qua sứ thần Tòa thánh, Giáo hoàng cho Carlos biết rằng ông không công nhận sự đề cử của Vua Tây Ban Nha cho ngai vàng Napoli. Đáp lại, một ủy ban do luật sư người Tuscan Bernardo Tanucci đứng đầu ở Napoli đã kết luận rằng việc tôn phong Giáo hoàng là không cần thiết vì việc lên ngôi của một vị vua không thể được coi là một bí tích.
Tình hình trở nên tồi tệ hơn vào năm 1735, chỉ vài ngày trước khi Carlos đăng quang, Giáo hoàng đã chọn chấp thuận nhận ngựa Hackney theo nghi lễ truyền thống từ Hoàng đế La Mã Thần thánh thay vì từ Carlos. Hackney là một con ngựa cái trắng kèm theo một số tiền mà Vua của Napoli sẽ dâng lên Giáo hoàng như một sự tôn kính phong kiến vào ngày 29/06 hàng năm, vào lễ các Thánh Peter và Paul. Lý do của hành động này từ Giáo hoàng là vì Carlos vẫn chưa được công nhận là người cai trị Vương quốc Napoli bằng một hoà ước, và vì vậy Hoàng đế Thánh chế La Mã vẫn được coi là Vua hợp pháp của Napoli. Nhận được Hackney từ Đế chế La Mã Thần thánh là điều bình thường trong khi nhận nó từ Bourbon là điều bất thường. Do đó, Đức Giáo hoàng coi lựa chọn đầu tiên là một cử chỉ ít nguy hiểm hơn, và khi làm như vậy đã kích động sự phẫn nộ của Tây Ban Nha.
Trong khi đó, Carlos đã đến Sicily. Mặc dù cuộc chinh phục hòn đảo của Bourbon chưa hoàn thành, ông đã lên ngôi Vua của Vương quốc Hai Sicilia (utriusque Siciliae rex) vào ngày 3/07 tại Nhà thờ cổ Palermo, sau khi du hành đường bộ đến Palmi, và bằng đường biển từ Palmi đến Palermo. Lễ đăng quang đã bỏ qua thẩm quyền của Giáo hoàng nhờ quyền tông đồ của Sicily, một đặc quyền thời Trung cổ đảm bảo cho hòn đảo này một quyền tự trị pháp lý đặc biệt khỏi Giáo hội Công giáo.
Vào tháng 3/1735, một mối bất hòa mới đã xảy ra giữa Lãnh địa Giáo hoàng và Napoli. Tại Rome, người ta phát hiện ra rằng Nhà Bourbon đã giam giữ các công dân La Mã trong tầng hầm của Palazzo Farnese, vốn là tài sản cá nhân của Vua Carlos. Hàng ngàn cư dân ở thị trấn Trastevere đã xông vào cung điện để giải phóng họ. Cuộc bạo loạn sau đó biến thành cướp bóc. Tiếp theo, đám đông hướng về đại sứ quán Tây Ban Nha ở Piazza di Spagna. Trong các cuộc đụng độ sau đó, một số binh sĩ Bourbon đã thiệt mạng, trong đó có một sĩ quan. Những xáo trộn lan đến thị trấn Velletri, nơi dân cư tấn công quân Tây Ban Nha trên đường tới Napoli.
Sự kiện này bị coi là một sự sỉ nhục nghiêm trọng đối với người Nhà Bourbon. Do đó, các đại sứ Tây Ban Nha và Napoli đã rời khỏi Rome, thủ đô của Lãnh địa Giáo hoàng, trong khi đó các sứ thần của Tòa thánh bị trục xuất khỏi Madrid và Napoli. Các trung đoàn của quân đội Bourbon tiến vào Lãnh địa Giáo hoàng. Mối đe dọa đến mức một số cổng thành của Rome đã bị đóng chặt và lực lượng bảo vệ dân sự được tăng gấp đôi. Velletri bị chiếm đóng và buộc phải trả 8.000 crown, trong khi Palestrina tránh được số phận tương tự bằng cách trả khoản tiền chuộc 16.000 crown.
Uỷ bản của các Hồng y đã cử ra một phái đoàn đến Napoli để tiến hành đền bù các thiệt hại trước đó. Những kẻ bạo loạn bị phạt tù, nhưng chỉ ngồi vài ngày thì được nhà vua ân xá. Ngay sau đó, vua Napoli đã tìm cách hàn gắn với Giáo hoàng bằng những cuộc đàm phán, thông qua sự trung gian của đại sứ Napoli ở Rome, Hồng y Acquaviva, Tổng giám mục Giuseppe Spinelli và Tuyên úy Celestino Galiani. Thỏa thuận đạt được vào ngày 12/05/1738.
Sau cái chết của Giáo hoàng Clement vào năm 1740, ông được thay thế bởi Giáo hoàng Benedict XIV, một năm sau đó, vị giáo hoàng mới này đã cho phép thành lập một hiệp ước với Vương quốc Napoli. Điều này cho phép đánh thuế một số tài sản nhất định của các giáo sĩ, giảm số lượng giáo hội và hạn chế quyền miễn trừ và quyền tự chủ về công lý của họ thông qua việc thành lập một tòa án hỗn hợp.

### Lựa chọn vương hiệu
Carlos/Charles là vị vua thứ 7 trong danh sách tên gọi của những nhà cai trị Napoli, nhưng ông chưa bao giờ tự phong cho mình là Carlos VII. Ông được biết đến với cái tên đơn giản là Carlos xứ Bourbon (tiếng Ý: Carlo di Borbone). Điều này nhằm mục đích nhấn mạnh rằng ông là vị vua đầu tiên của Napoli sống ở đó, và đánh dấu sự không đồng điệu giữa ông và những người cai trị trước đó có cùng vương hiệu là Carlos/Charlse, cụ thể là người tiền nhiệm của ông đến từ Nhà Habsburg là Hoàng đế Karl VI.
Ở Sicilia, ông được gọi là Carlos III của Sicilia và Jerusalem, sử dụng số "III" thay vì "V" vì người dân Sicilia không công nhận Charles I xứ Anjou (Charles d'Anjou) là vua của mình (họ nổi dậy chống lại ông), cũng như Hoàng đế Karl của Thánh chế La Mã, người mà họ cũng không ưa.

### Hoà ước với Áo

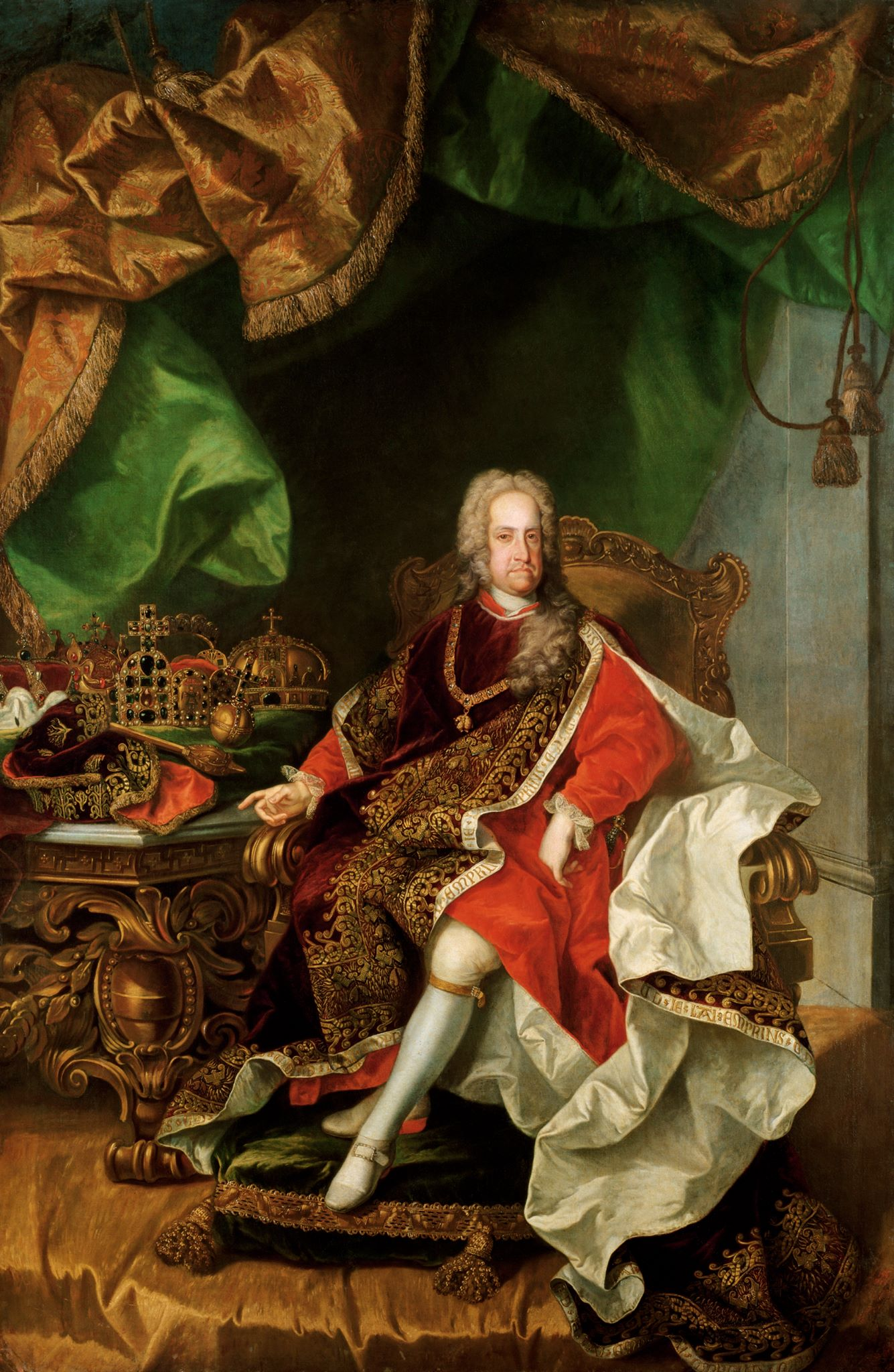
Karl VI, Hoàng đế La Mã Thần thánh, người mà Carlos thường xuyên xung đột

Hòa ước sơ bộ với Áo được ký kết vào ngày 3/10/1735. Tuy nhiên, hòa ước vẫn chưa được hoàn tất cho đến 3 năm sau với Hiệp ước Viên (1738), kết thúc Chiến tranh Kế vị Ba Lan.
Napoli và Sicilia được Áo nhượng lại cho Carlos, người đã từ bỏ Công quốc Parma và Đại công quốc Toscana để đổi lại. (Carlos đã thừa kế Toscana vào năm 1737 sau cái chết của Gian Gastone). Toscana được chuyển cho con rể của Karl VI của Thánh chế La Mã là Công tước Francis Stephen, để đền bù cho việc nhường Công quốc Lorraine cho Vua Ba Lan bị phế truất Stanislaus I.

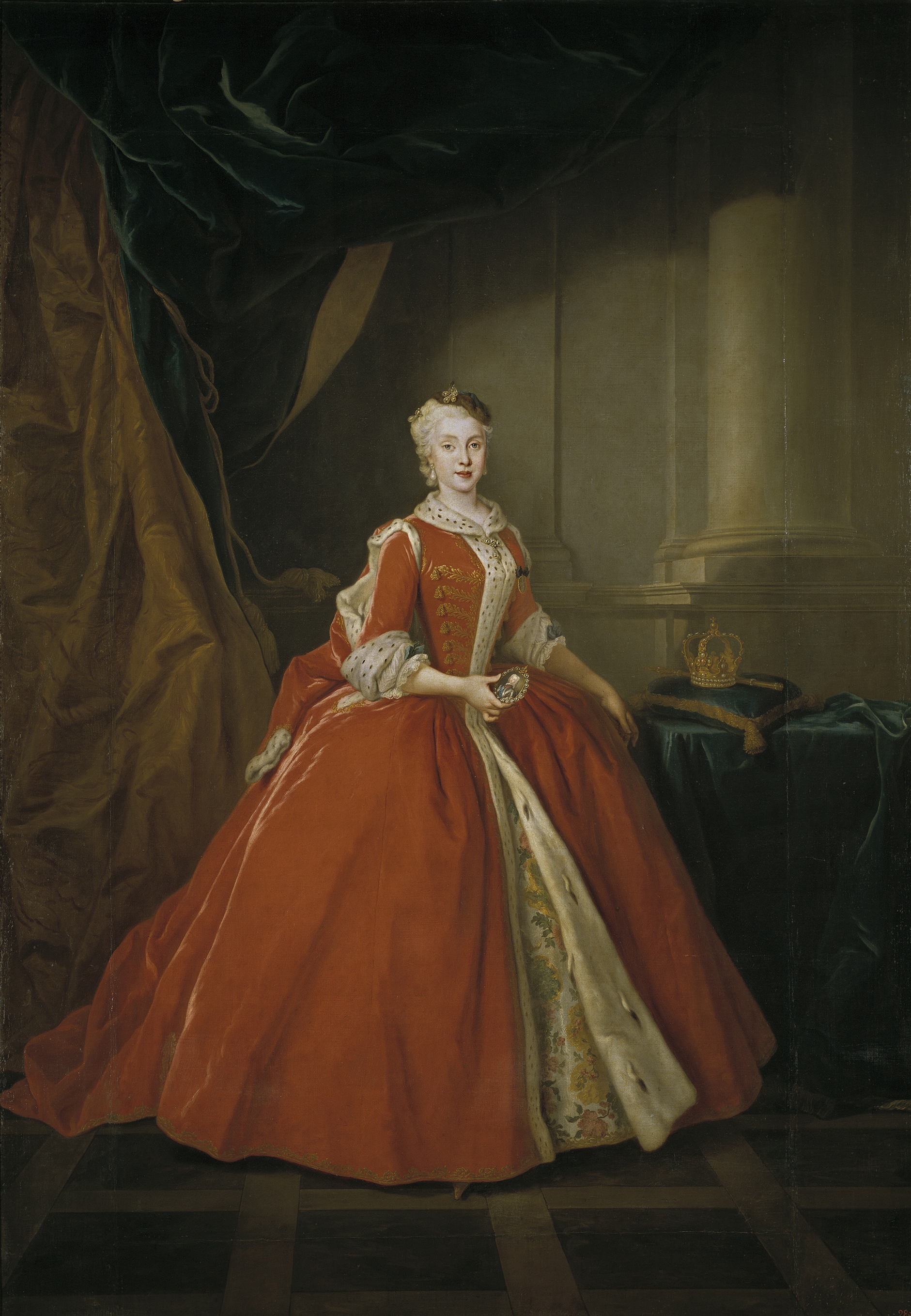
Vợ của Carlos, Công nữ Maria Amalia xứ Sachsen, người mà ông kết hôn năm 1738, mặc trang phục Ba Lan, vẽ bởi Louis Silvestre

Hiệp ước bao gồm việc chuyển giao cho Napoli tất cả các tài sản thuộc quyền sở hữu của Nhà Farnese trước kia. Carlos đã mang theo bộ sưu tập tác phẩm nghệ thuật, các tài liệu lưu trữ và thư viện của công tước, các khẩu pháo của pháo đài, và thậm chí cả cầu thang bằng đá cẩm thạch của cung điện.

### Chiến tranh kế vị Áo
Hòa ước giữa Carlos và Đại công quốc Áo được ký kết tại Vienna vào năm 1740. Cũng trong năm đó, Hoàng đế Charles qua đời để lại Vương quốc Bohemia và Hungary (cùng với nhiều vùng đất khác thuộc Quân chủ Habsburg) cho con gái là Maria Theresia; ông đã hy vọng nhiều bên ký kết Lệnh trừng phạt thực dụng sẽ không can thiệp vào sự kế vị này. Tuy nhiên, không phải vậy, và Chiến tranh Kế vị Áo đã nổ ra. Vương quốc Pháp liên minh với Tây Ban Nha và Vương quốc Phổ, tất cả đều chống lại Maria Theresia. Maria Theresia được sự ủng hộ của Vương quốc Anh, lúc bấy giờ được cai trị bởi Vua George II, và Vương quốc Sardegna, dưới quyền cai trị của Charles Emmanuel III.
Carlos đã muốn giữ trung lập trong cuộc xung đột, nhưng cha của ông muốn ông tham gia và tập hợp quân đội để hỗ trợ người Pháp. Carlos đã bố trí 10.000 binh sĩ Tây Ban Nha được cử đến Ý dưới sự chỉ huy của Công tước Castropignano, nhưng họ buộc phải rút lui khi một đội Hải quân Hoàng gia Anh dưới sự chỉ huy của William Martin đe dọa sẽ bắn phá Napoli nếu họ không đứng ngoài cuộc xung đột.
Quyết định giữ quyền trung lập của Naples không được người Pháp và cha ông ở Tây Ban Nha đồng ý. Bố mẹ ông đã khuyến khích ông nắm lấy cơ hội giúp em trai của ông là Infante Felipe chiếm lấy Công quốc Parma từ tay người Áo. Sau khi trấn an thần dân của mình vào ngày 25/03/1744 bằng một tuyên bố, Carlos đã chỉ huy một đội quân chống lại quân đội Áo của hoàng tử Lobkowitz, lúc đó đang hành quân tới biên giới Naples.
Để chống lại đảng thân Áo nhỏ bé nhưng mạnh mẽ ở Naples, một hội đồng mới đã được thành lập dưới sự chỉ đạo của Tanucci dẫn đến việc bắt giữ hơn 800 người. Vào tháng 4, Maria Theresia của Áo đã nói với người Naples rằng bà hứa sẽ ân xá và những lợi ích khác cho những người chống lại "kẻ soán ngôi" - ám chỉ người Nhà Bourbon.
Sự tham gia của Naples và Sicily trong cuộc xung đột dẫn đến trận chiến quyết định tại Velletri vào ngày 11/08, nơi quân đội Naples do Charles và Công tước Castropignano chỉ đạo, và quân đội Tây Ban Nha dưới quyền Bá tước Pledges, đã đánh bại quân Áo của Hoàng tử Lobkowitz, với những tổn thất nặng nề. Sự can đảm của Carlos đã khiến Vua xứ Sardinia, kẻ thù của ông, viết rằng "anh ta bộc lộ sự kiên định, xứng đáng với dòng máu của mình và anh ta đã cư xử một cách vinh quang".
Chiến thắng tại Velletri đảm bảo Carlos có quyền trao tước hiệu Công tước xứ Parma cho em trai mình là Infante Felipe. Điều này đã được công nhận trong Hiệp ước Aix-la-Chapelle ký năm 1748; phải đến năm sau, Infante Felipe mới chính thức trở thành Công tước của Parma, Piacenza và Guastalla.

### Tác động của chế độ cai trị ở Napoli và Sicilia

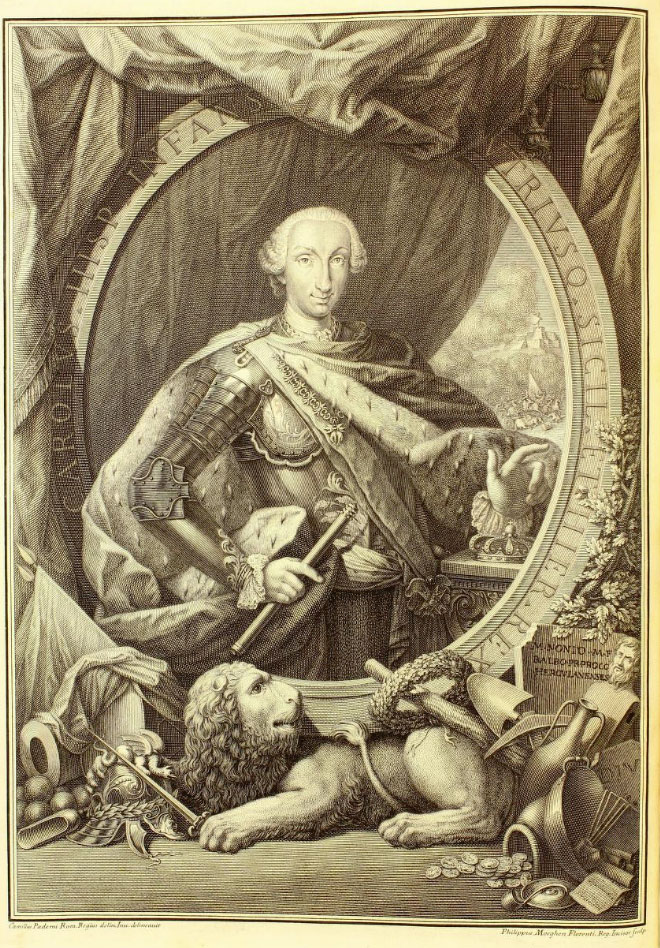
Vua Carlos VII của Napoli được vẽ bởi Camillo Paderni, năm 1757

Carlos đã để lại một di sản lâu dài cho Vương quốc Napoli và Sicilia thông qua các cuộc cải cách. Tại Napoli, Carlos bắt đầu cải cách nội bộ mà sau này ông cũng thực hiện ở Tây Ban Nha và trên toàn Đế chế khi ông được kế vị ngai vàng Tây Ban Nha. Thủ tướng Napoli là Bernardo Tanucci, người này đã ảnh hưởng rất lớn đến Carlos. Tanucci đã tìm cách hạn chế đáng kể các đặc quyền của Nhà thờ và giới tăng lữ, những người có tài sản khổng lồ được miễn thuế. Vương quốc của Carlos về mặt tài chính là một nền kinh tế nông nghiệp trì trệ và lạc hậu, với 80% đất đai thuộc sở hữu hoặc kiểm soát bởi Nhà thờ. Các chủ đất thường đăng ký tài sản của họ với Nhà thờ để được hưởng lợi từ việc miễn thuế. Những người thuê đất ở nông thôn chịu sự kiểm soát của chủ đất hơn là quyền tài phán của hoàng gia.
Carlos khuyến khích sự phát triển của các thợ thủ công lành nghề ở Napoli và Sicily, sau nhiều thế kỷ bị ngoại bang đô hộ. Carlos được công nhận vì đã tái tạo "quốc gia Neapolitan", xây dựng một vương quốc độc lập và có chủ quyền. Ông cũng tiến hành các cải cách mang tính hành chính, xã hội hơn.
Carlos là vị vua được người Napoli yêu thích nhất so với các vị vua trước đó. Ông rất ủng hộ nhu cầu của người dân, không phân biệt giai cấp, và đã được ca ngợi  như một vị vua Khai sáng. Trong số các sáng kiến nhằm đưa vương quốc ra khỏi điều kiện kinh tế khó khăn, Carlos đã thành lập "hội đồng thương mại" để đàm phán với người Ottoman, Thụy Điển, Pháp và Hà Lan. Ông cũng thành lập một công ty bảo hiểm và thực hiện các biện pháp bảo vệ rừng, đồng thời cố gắng bắt đầu khai thác tài nguyên thiên nhiên.

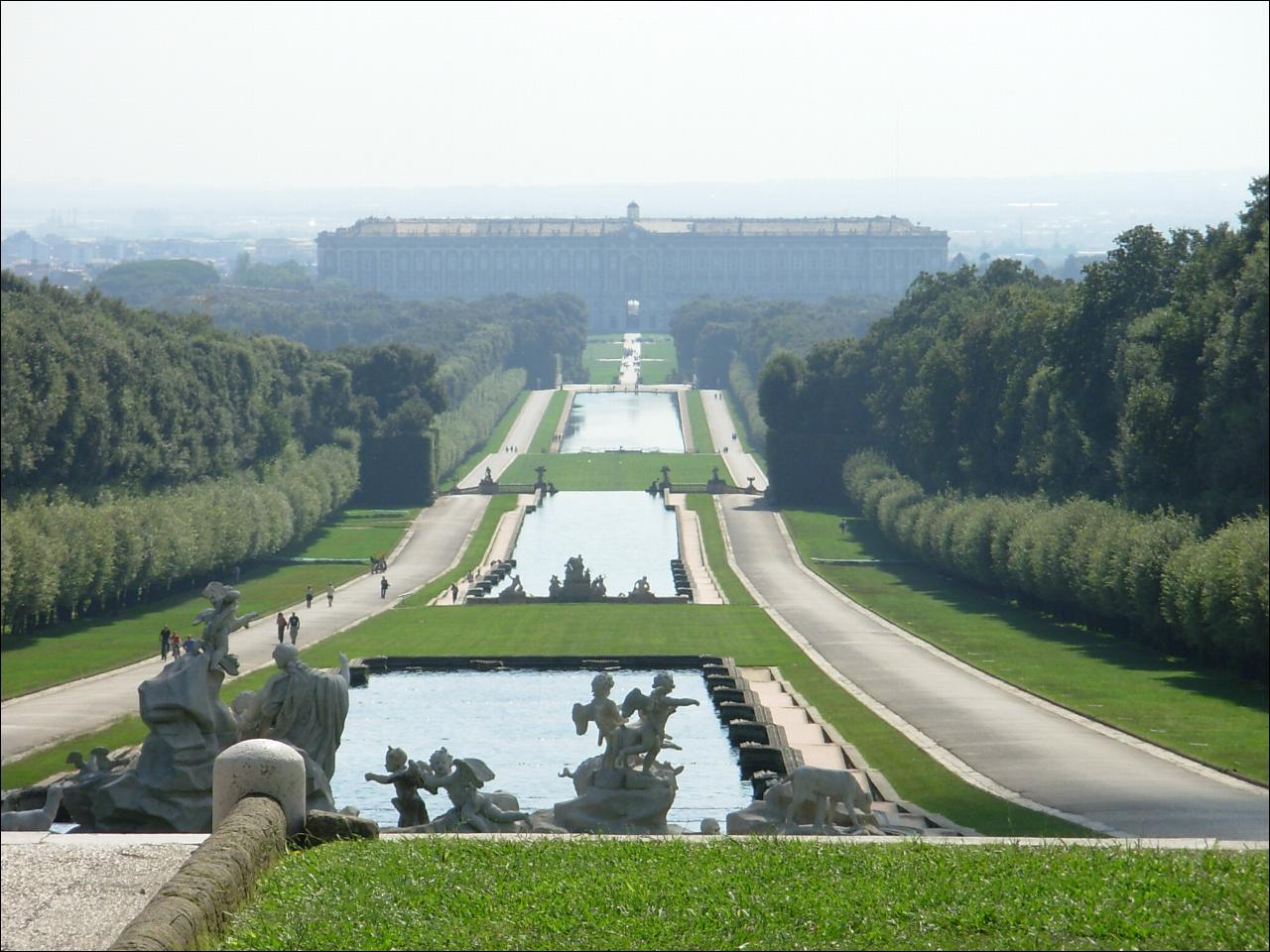
Cung điện Caserta

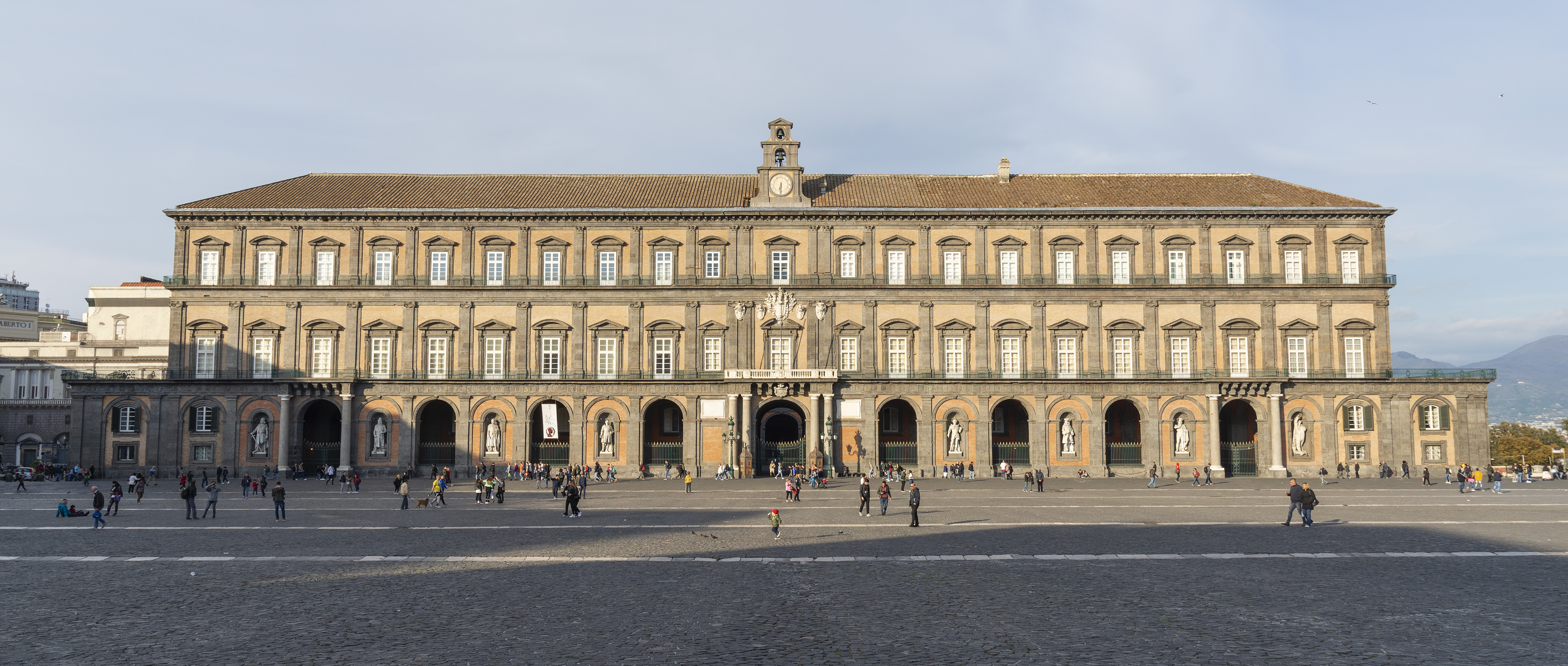
Cung điện Hoàng gia Napoli

Vào ngày 3/02/1740, Vua Carlos đã ban hành một tuyên ngôn gồm 37 đoạn, trong đó người Do Thái chính thức được mời quay trở lại Sicily, nơi họ đã bị trục xuất bằng bạo lực vào năm 1492. Động thái này có một chút hiệu quả trên thực tế: một số người Do Thái đã đến Sicily, dù không có trở ngại pháp lý nào đối với cuộc sống của họ ở đó, nhưng họ cảm thấy không an toàn, và đã sớm quay trở lại Đế quốc Ottoman. Bất chấp thiện chí của Nhà vua, cộng đồng người Do Thái ở Sicily vốn phát triển mạnh mẽ ở Trung Đông đã không được tái lập. Tuy nhiên, đây là một cử chỉ mang tính biểu tượng quan trọng, Nhà vua rõ ràng đã bác bỏ chính sách tôn giáo không khoan dung trong quá khứ. Hơn nữa, việc trục xuất người Do Thái khỏi Sicily là một sự áp dụng của Nghị định Alhambra của Tây Ban Nha - sẽ bị bãi bỏ ở chính Tây Ban Nha sau đó.
Vương quốc Napoli vẫn trung lập trong Chiến tranh Bảy năm (1756–1763). Thủ tướng Anh, William Pitt muốn thành lập một liên minh trên Bán đảo Ý, nơi Napoli và Sardinia sẽ cùng nhau chiến đấu chống lại Áo, nhưng Carlos từ chối tham gia. Sự lựa chọn này đã bị chỉ trích gay gắt bởi Đại sứ Napoli tại Turin, Domenico Caraccioli.
Với Cộng hòa Genova, mối quan hệ đang căng thẳng: Pasquale Paoli, tướng của quân nổi dậy ủng hộ độc lập của Đảo Corsica, là một sĩ quan của quân đội Neapoli và người Genova nghi ngờ rằng ông đã nhận được sự trợ giúp của vương quốc Napoli.
Carlos đã cho xây dựng một bộ sưu tập các cung điện trong và xung quanh kinh đô Napoli. Ông rất ngưỡng mộ Cung điện Versailles và Cung điện Hoàng gia Madrid ở Tây Ban Nha (sau này được mô phỏng theo chính Versailles). Ông đảm nhận giám sát việc xây dựng một trong những cung điện xa hoa nhất Châu Âu, Đại cung điện hoàng gia Caserta (Reggia di Caserta). Ý tưởng xây dựng cung điện tuyệt đẹp bắt đầu vào năm 1751 khi ông 35 tuổi. Địa điểm này trước đây từng là một nhà nghỉ săn bắn nhỏ, cũng như Versailles, nơi mà ông thích vì nó khiến ông nhớ đến Real Sitio de San Ildefonso, nơi có Cung điện Hoàng gia La Granja de San Ildefonso ở Tây Ban Nha. Caserta cũng bị ảnh hưởng nhiều bởi vợ ông, Maria Amalia xứ Sachsen. Địa điểm của cung điện cũng cách xa ngọn núi lửa lớn Vesuvius, là mối đe dọa thường xuyên đối với thủ đô. Chính Carlos đã đặt viên đá nền tảng của cung điện lần sinh nhất thứ 36 của ông, ngày 20/01/1752. Các công trình khác mà ông đã xây dựng trong vương quốc của mình là Cung điện Portici (Reggia di Portici), Teatro di San Carlo — được xây dựng chỉ trong năm 270 ngày — và Cung điện Capodimonte (Reggia di Capodimonte); ông cũng đã cải tạo Cung điện Hoàng gia Napoli. Ông và vợ đã xây dựng Nhà máy sứ Capodimonte tại thành phố. Ông cũng thành lập Học viện Ercolanesi và Bảo tàng Khảo cổ học Quốc gia Napoli, vẫn hoạt động cho đến ngày nay.
Trong thời kỳ cai trị của Carlos, các thành phố La Mã cổ đại Herculaneum (1738), Stabiae và Pompeii (1748) đã được tái khám phá. Nhà vua khuyến khích việc khai quật các di chỉ này và tiếp tục được thông báo về những phát hiện ngay cả khi ông đã chuyển đến Tây Ban Nha. Camillo Paderni, người phụ trách các đồ vật được khai quật tại Cung điện Nhà vua ở Portici cũng là người đầu tiên cố gắng đọc các cuộn giấy thu được từ Villa of the Papyri ở Herculaneum.
Sau khi Carlos khởi hành đến Tây Ban Nha, Thủ tướng Tanucci chủ trì Hội đồng Nhiếp chính cai trị cho đến khi Vương tử Ferdinand 16 tuổi.

## Vua Tây Ban Nha (1759 - 1788)

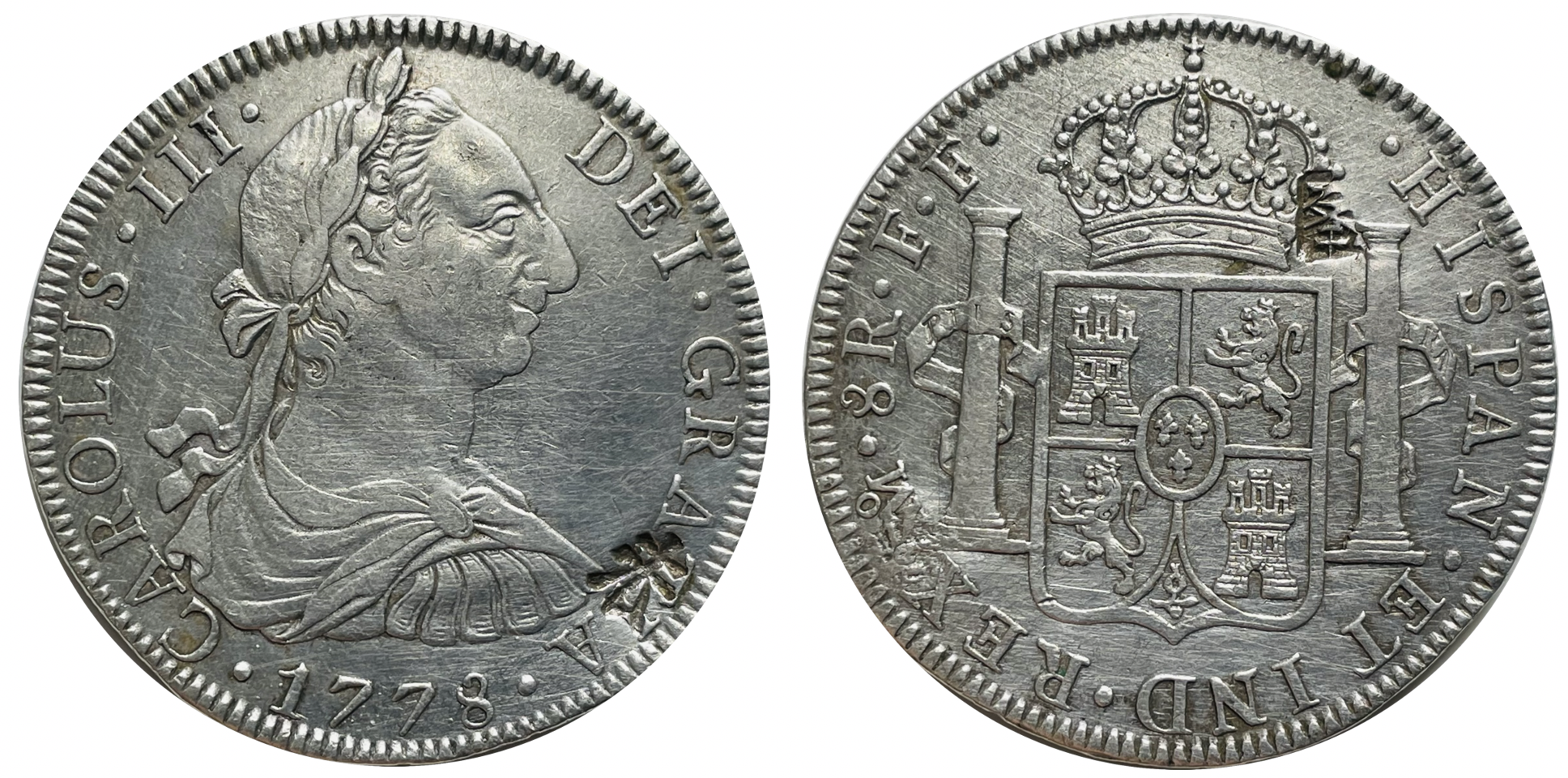
Xu bạc: 8 real của Phó vương quốc Tân Tây Ban Nha, đúc năm 1778 với chân dung của vua Carlos III ở mặt trước

Carlos trên thực tế không thể nào lên ngôi ở Tây Ban Nha, vì cha của ông đã có 3 con trai với người vợ trước. Tuy nhiên chính sự tham vọng quyền lực của mẹ ông, Carlos đã trở thành vua của vương quốc lớn nhất trên Bán đảo Ý là Naples và Sicily, trong quá trình cai trị ở đây, ông đã thu được rất nhiều kinh nghiệm, chính điều này đã giúp ông rất nhiều khi kế thừa ngai vàng của Đế quốc Tây Ban Nha vào năm 1759, sau cái chết của người anh cùng cha khác mẹ Vua Fernando VI.

### Lên ngôi vua Tây Ban Nha
Vào cuối năm 1758, anh trai cùng cha khác mẹ của Carlos là Vua Ferdinand VI có các triệu chứng trầm cảm giống như cha của họ từng mắc phải. Ferdinand mất đi người vợ tận tụy, Barbara của Bồ Đào Nha, vào tháng 8 năm 1758, và nhà vua vô cùng thương tiếc bà. Ferrdinand đã xuống chiếu chỉ để cho người em khác mẹ là Carlos trở thành thừa kế của mình vào ngày 10 tháng 12 năm 1758, trước khi rời Madrid để ở lại Villaviciosa de Odón, nơi ông qua đời vào ngày 10 tháng 8 năm 1759.
Vào thời điểm đó, Carlos được tuyên bố là Vua của Tây Ban Nha dưới đế hiệu Carlos III của Tây Ban Nha. Ông đã phải từ bỏ các tước hiệu ở Vương quốc Napolia và Sicilia để lên ngôi vua Tây Ban Nha.

### Tiếp tục kết nối với Ý

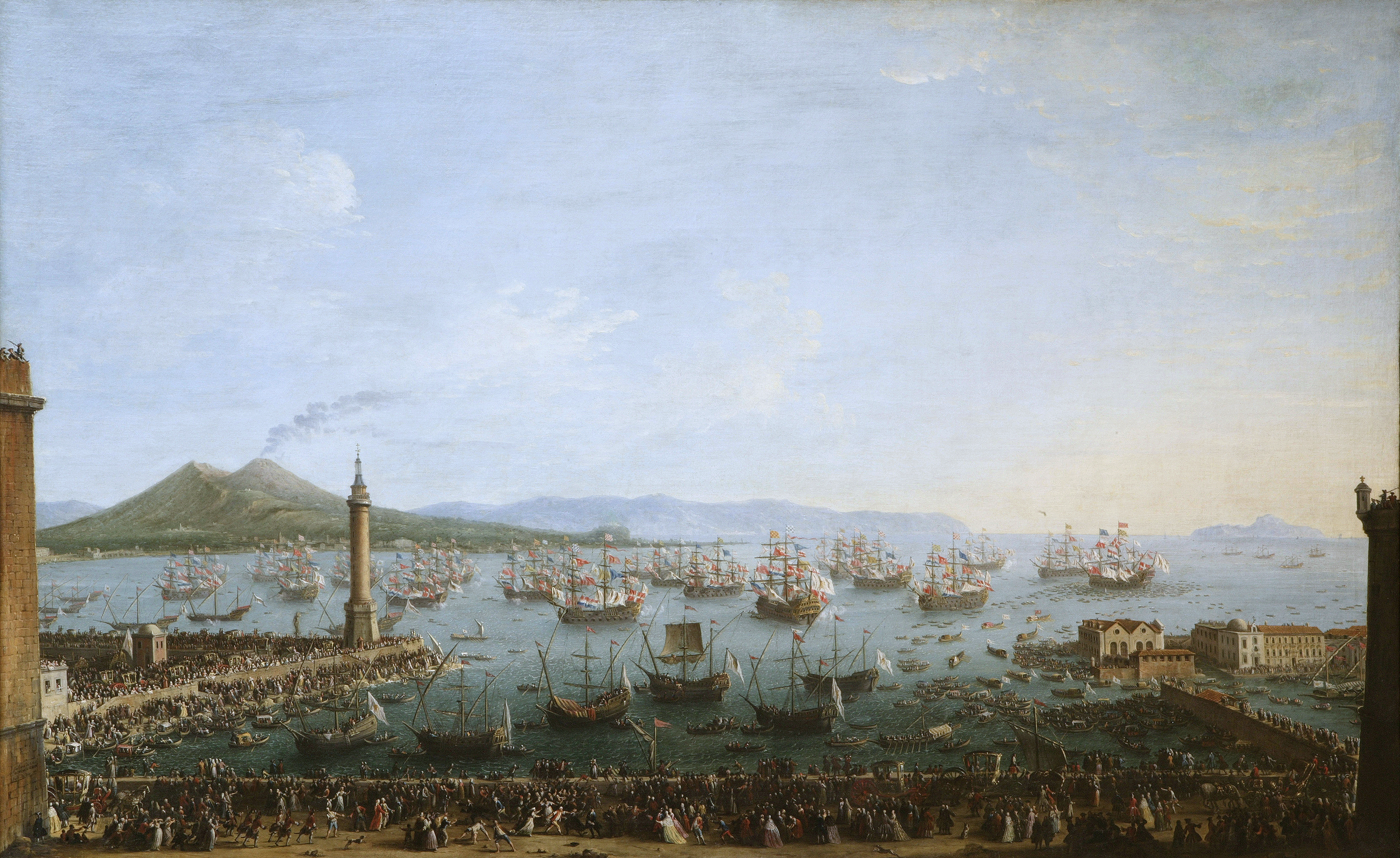
Carlos khởi hành từ Napoli, 1759 để về Tây Ban Nha

Carlos sau đó được trao tước hiệu Lãnh chúa xứ Hai Sicilia. Hiệp ước Aix-la-Chapelle, mà Carlos đặt bụt phê chuẩn, đã cho mọi người thấy trước khả năng ông sẽ trở về trị vì Tây Ban Nha; do đó, Napoli và Sicily sẽ thuộc về em trai của ông là Philip, Công tước xứ Parma, trong khi tài sản của người sau này được chia cho Maria Theresa (Parma và Guastalla) và Vua của Sardinia (Plaisance).
Quyết tâm duy trì sự nắm giữ của con cháu mình trong triều đình Napoli, Carlos đã tiến hành các cuộc đàm phán ngoại giao kéo dài với Maria Theresa, và vào năm 1758, hai người đã ký Hiệp ước Versailles lần thứ tư, theo đó Áo chính thức từ bỏ các Công quốc Ý. Tuy nhiên, Charles Emmanuel III của Sardinia tiếp tục gây áp lực về khả năng giành cho bằng được Plaisance và thậm chí còn đe dọa chiếm đóng nó.
Để bảo vệ Công quốc Parma khỏi các mối đe dọa của Charles Emmanuel, Carlos đã triển khai quân đội ở biên giới của Lãnh địa Giáo hoàng. Nhờ sự trung gian của Louis XV của Pháp, Charles Emmanuel đã từ bỏ yêu sách của mình đối với Plaisance để đổi lấy khoản bồi thường tài chính. Do đó, Carlos đảm bảo quyền kế vị của một trong những người con trai của mình, đồng thời làm giảm bớt tham vọng của Charles Emmanuel. Theo Domenico Caracciolo, đây là "đòn chí mạng giáng vào hy vọng và kế hoạch của vua Sardinia".
Con trai cả của Carlos là Vương tử Philip, Công tước xứ Calabria, gặp khó khăn trong học tập và do đó bị loại khỏi hàng kế vị bất kỳ ngai vàng nào; ông qua đời ở Portici, nơi ông sinh ra, vào năm 1747. Tước hiệu Thân vương xứ Asturias được trao cho người con thứ hai là Hoàng tử Carlos. Quyền kế vị Napoli và Sicily được dành cho con trai thứ ba của ông, Hoàng tử Ferdinand; ông ấy sẽ ở lại Ý trong khi cha mẹ và các anh em trở về Tây Ban Nha. Carlos chính thức thoái vị khỏi ngai vàng Napoli và Sicily vào ngày 6 tháng 10 năm 1759 để ủng hộ con trai Ferdinand nên ngôi. Carlos để lại việc giáo dục và chăm sóc con trai mình cho một hội đồng nhiếp chính bao gồm 8 thành viên, hội đồng này sẽ cai trị vương quốc cho đến khi vị vua trẻ được 16 tuổi. Carlos và vợ đến Barcelona vào ngày 7 tháng 10 năm 1759.

### Cai trị Tây Ban Nha

Chữ lồng hoàng gia của Carlos III

Hai mươi năm Carlos ở Bán đảo Ý đã rất thành công và ông lên ngôi vua Tây Ban Nha với kinh nghiệm đáng kể. Chính trị nội bộ cũng như quan hệ ngoại giao với các nước đã trải qua những cải cách toàn diện. Carlos đại diện cho một kiểu người cai trị mới, theo chủ nghĩa chuyên chế Khai sáng. Đây là một hình thức quân chủ chuyên chế hay chế độ chuyên quyền trong đó những người cai trị tuân theo các nguyên tắc của Thời kỳ Khai sáng, đặc biệt là nhấn mạnh vào tính hợp lý, và áp dụng chúng vào lãnh thổ của họ. Họ có xu hướng cho phép khoan dung tôn giáo, tự do ngôn luận và báo chí cũng như quyền sở hữu tài sản cá nhân. Hầu hết đều thúc đẩy nghệ thuật, khoa học và giáo dục. Carlos đã chia sẻ những lý tưởng này với các nhà cái trị khác, bao gồm Maria Theresa của Áo, con trai bà là Hoàng đế Joseph II và Catherine Đại đế của Nga.
Các nguyên tắc của thời kỳ Khai sáng đã được áp dụng trong quá trình cai trị của ông ở Napoli, và ông cũng có ý định làm điều tương tự ở Tây Ban Nha mặc dù ở quy mô lớn hơn nhiều. Carlos tiến hành cải cách cùng với sự giúp đỡ của Hầu tước xứ Esquilache, Bá tước xứ Aranda, Bá tước xứ Campomanes, Bá tước xứ Floridablanca, Ricardo Wall và quý tộc Genoa Công tước Jerónimo Grimaldi.

Quốc kỳ Tây Ban Nha từ 1785 đến 1873 và một lần nữa từ 1875 đến 1931

Dưới triều đại của Carlos, Tây Ban Nha bắt đầu được công nhận là một quốc gia dân tộc chứ không phải là một tập hợp các vương quốc và vùng lãnh thổ có chủ quyền chung (vương quyền). Đây là một quá trình lâu dài mà những người tiền nhiệm Vương tộc Bourbon của ông đã khởi xướng. Hoàng đế Felipe V đã bãi bỏ các đặc quyền (fueros) của Vương quốc Aragon và Vương quốc Valencia, đặt chúng dưới Vương quyền Castilla và được cai trị bởi Hội đồng Castilla. Trong các sắc lệnh Nueva Planta, Hoàng đế Felipe V cũng giải tán Generalitat de Catalunya, bãi bỏ Hiến pháp, cấm sử dụng tiếng Catalunya trong mọi hoạt động chính thức và bắt buộc sử dụng tiếng Tây Ban Nha Castilla trong các vấn đề pháp lý. Ông đã sáp nhập những thực thể đặc quyền trước đây vào Cortes Generales, trên thực tế là Quốc hội Tây Ban Nha. Khi Carlos III trở thành Vua Tây Ban Nha, ông càng củng cố thêm vị thế của quốc gia như một thực thể chính trị duy nhất. Ông đã tạo ra quốc ca và quốc kỳ Tây Ban Nha, một thủ đô xứng đáng với tên gọi, đồng thời xây dựng mạng lưới đường giao thông mạch lạc hội tụ về Madrid. Vào ngày 3 tháng 9 năm 1770, Carlos III tuyên bố rằng Marcha Real sẽ được sử dụng trong các nghi lễ chính thức. Chính Carlos là người đã chọn màu của lá cờ Tây Ban Nha hiện nay: hai sọc đỏ ở trên và dưới một sọc vàng ở giữa có chiều rộng gấp đôi, nằm trên sọc vàng, hơi chếch về phía trái là huy hiệu của Vương quốc Castilla và Vương quốc León. Cờ của hải quân được nhà vua công bố vào ngày 28 tháng 5 năm 1785. Cho đến lúc đó, các tàu Tây Ban Nha treo cờ trắng của Bourbon với hình huy hiệu của chủ quyền. Carlos đã thay thế nó vì lo ngại rằng nó trông quá giống quốc kỳ của các quốc gia khác.

### Xung đột quân sự
Vương tộc Bourbon Tây Ban Nha, giống như những người tiền nhiệm của Vương tộc Habsburg của họ, bị lôi kéo vào các cuộc xung đột ở châu Âu, không nhất thiết có lợi cho Tây Ban Nha. Tình bạn truyền thống với Vương tộc Bourbon Pháp làm nảy sinh ý tưởng rằng sức mạnh của Vương quốc Anh sẽ giảm sút và Tây Ban Nha và Pháp sẽ trở nên hùng mạnh; liên minh này được đánh dấu bằng một Hiệp ước Gia đình được ký vào ngày 15 tháng 8 năm 1761 (gọi là "Hiệp ước Paris"). Carlos vô cùng lo ngại rằng thành công của người Anh trong Chiến tranh Bảy năm sẽ làm đảo lộn cán cân quyền lực, và họ cũng sẽ sớm tìm cách tuyên chiến chống lại Đế quốc Tây Ban Nha. Chính phủ Pháp đã nhượng lại lãnh thổ lớn nhất của mình ở Bắc Mỹ là Tân Pháp cho Anh do xung đột.
Đầu năm 1762, Tây Ban Nha tham chiến. Mục tiêu chính của Tây Ban Nha là xâm chiếm Bồ Đào Nha và chiếm thuộc địa Jamaica, nhưng đều thất bại. Anh và Bồ Đào Nha không chỉ đẩy lùi cuộc tấn công của Tây Ban Nha vào Bồ Đào Nha mà còn chiếm được các thành phố Havana của Cuba, một cảng chiến lược cho toàn bộ châu Mỹ thuộc Tây Ban Nha và Manila, ở Philippines, thành trì của thương mại Tây Ban Nha ở châu Á. Carlos III muốn tiếp tục chiến đấu vào năm sau nhưng ông đã bị giới lãnh đạo Pháp thuyết phục dừng lại. Trong Hiệp ước Paris năm 1763, Tây Ban Nha nhượng Florida cho Anh để đổi lấy Havana và Manila. Điều này được bù đắp một phần bằng việc mua lại Louisiana thuộc Pháp, được Pháp trao cho Tây Ban Nha để đền bù cho những tổn thất chiến tranh của Tây Ban Nha. Những chiến thắng dễ dàng của Anh trong việc chiếm được các cảng của Tây Ban Nha đã thúc đẩy Tây Ban Nha thành lập một đội quân thường trực và lực lượng dân quân địa phương ở những khu vực trọng yếu của Tây Ban Nha ở châu Mỹ và củng cố các pháo đài dễ bị tổn thương.
Trong Cuộc khủng hoảng Falklands năm 1770, người Tây Ban Nha tiến gần đến chiến tranh với Vương quốc Anh sau khi trục xuất quân đồn trú của Anh trên Quần đảo Falkland. Tuy nhiên, Tây Ban Nha buộc phải lùi bước khi Hải quân Hoàng gia Anh được huy động và Pháp từ chối hỗ trợ Tây Ban Nha.
Cuộc xâm lược Algiers vào năm 1775 được thực hiện bởi Carlos, người đang cố gắng chứng minh cho các nhà nước Barbary thấy sức mạnh của quân đội Tây Ban Nha đang hồi sinh sau trải nghiệm thảm khốc của Tây Ban Nha trong Chiến tranh Bảy năm. Cuộc tấn công cũng nhằm chứng minh rằng Tây Ban Nha sẽ bảo vệ các lãnh thổ Bắc Phi của mình trước bất kỳ sự xâm lấn nào của Đế quốc Ottoman hoặc Maroc.
Các tranh chấp lãnh thổ tiếp tục diễn ra với Bồ Đào Nha dẫn đến Hiệp ước San Ildefonso thứ nhất, vào ngày 1 tháng 10 năm 1777, trong đó Tây Ban Nha có Colonia del Sacramento, thuộc Uruguay ngày nay, và Misiones Orientales, thuộc Brazil ngày nay, nhưng không chiếm được các vùng phía tây của Brazil, và thông qua Hiệp ước El Pardo, vào ngày 11 tháng 3 năm 1778, trong đó Tây Ban Nha một lần nữa thừa nhận rằng Brasil thuộc Bồ Đào Nha đã mở rộng xa về phía tây kinh độ được quy định trong Hiệp ước Tordesillas, và đổi lại Bồ Đào Nha nhượng Guinea Xích đạo ngày nay cho Tây Ban Nha.
Những lo ngại về sự xâm nhập của các thương gia Anh và Nga vào các thuộc địa của Tây Ban Nha ở California đã thúc đẩy việc mở rộng các phái bộ dòng Phanxicô tới Alta California, cũng như các Presidio.
Sự cạnh tranh với Anh cũng khiến ông ủng hộ các nhà cách mạng Mỹ trong cuộc chiến giành độc lập của họ (1776-1783), bất chấp khả năng các thuộc địa của Tây Ban Nha ở châu Mỹ cũng sẽ học theo người Mỹ. Trong chiến tranh, Tây Ban Nha đã giành lại Menorca và Tây Florida trong một số chiến dịch quân sự, nhưng thất bại trong nỗ lực chiếm lại Gibraltar. Các hoạt động quân sự của Tây Ban Nha ở Tây Florida và trên sông Mississippi đã giúp Mười ba thuộc địa bảo đảm biên giới phía nam và phía tây của họ trong chiến tranh. Việc chiếm được Nassau ở Bahamas cho phép Tây Ban Nha cũng có thể giành lại Đông Florida trong các cuộc đàm phán hòa bình. Hiệp ước Paris năm 1783 xác nhận Florida và Menorca trở về lại với Tây Ban Nha, đồng thời hạn chế các hoạt động vì lợi ích thương mại của Anh ở Trung Mỹ.

### Các chính sách chính trị trong nước

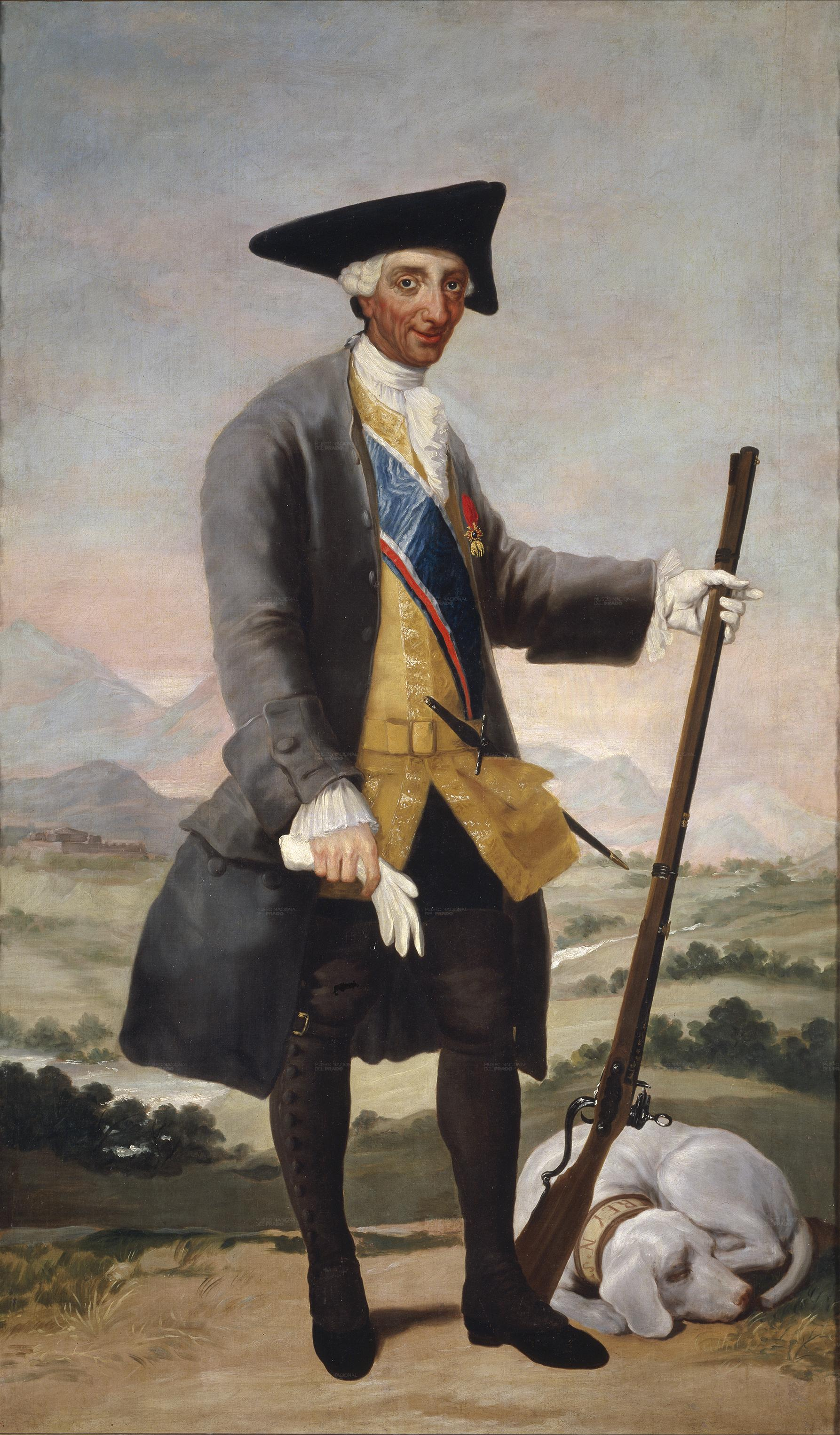
Carlos III với trang phục đi săn, qua bức vẽ này đã cho thấy sự khiêm nhường, vì có rất ít dấu hiệu về địa vị hoàng gia của ông trong bức vẽ. Francisco Goya

Carlos sở hữu các bộ trưởng có năng lực và theo chủ nghĩa khai sáng, những người đã giúp xây dựng các chính sách cải cách. Trong thời gian đầu cai trị ở Tây Ban Nha, ông đã bổ nhiệm những người Ý, bao gồm Hầu tước xứ Esquilachevà Công tước xứ Grimaldi, những người ủng hộ các cải cách của Bá tước xứ Campomanes. Bá tước xứ Floridablanca là một bộ trưởng quan trọng vào cuối triều đại của Carlos, người được giữ chức bộ trưởng sau cái chết của Carlos là Bá tước xứ Aranda, người thống trị Hội đồng Castilla (1766-1773).
Nhìn chung, chính quyền nội bộ của ông có lợi cho đất nước. Carlos bắt đầu bằng cách thuyết phục người dân Madrid từ bỏ việc đổ nước ra ngoài cửa sổ, và khi họ phản đối, ông nói rằng họ giống như những đứa trẻ khóc khi được rửa mặt. Vào thời điểm tiếp nhận ngai vàng Tây Ban Nha, Carlos đã bổ nhiệm thư ký Tài chính và Thủ quỹ là Hầu tước xứ Esquillache và cả hai đều thực hiện nhiều cải cách. Quân đội và Hải quân Tây Ban Nha được tổ chức lại bất chấp những tổn thất trong Chiến tranh Bảy năm.

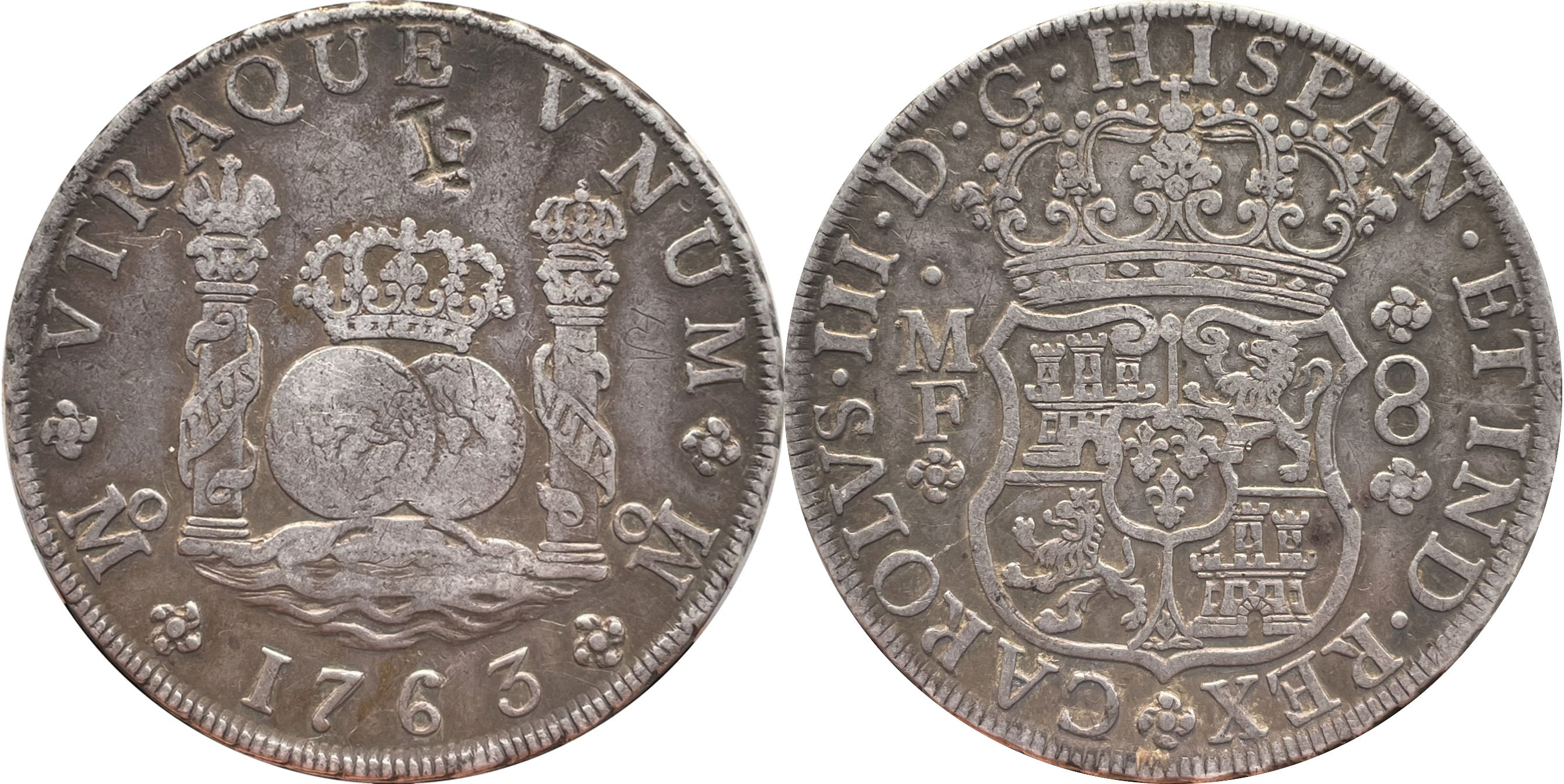
Xu bạc: 8 real Tân Tây Ban Nha, đúc năm 1762 dưới thời trị vì của Carlos III, đây là dòng xu hispan cuối cùng được đúc ở Đế chế Tây Ban Nha

Carlos cũng loại bỏ thuế đánh vào bột mì và tự do hóa hầu hết hoạt động thương mại. Bất chấp hành động này, nó đã kích động những kẻ "độc quyền" đầu cơ vào mùa màng thất bát của những năm trước. Vào ngày 23 tháng 3 năm 1766, nỗ lực của ông để buộc các madrileños mặc trang phục kiểu Pháp vì lý do an ninh công cộng là cái cớ cho một cuộc bạo loạn (Motín de Esquilache), trong thời gian đó ông đã không thể hiện nhiều lòng dũng cảm cá nhân. Một thời gian dài sau đó, ông vẫn ở Aranjuez, giao lại chính quyền cho bộ trưởng của mình là Bá tước xứ Aranda. Không phải tất cả những cải cách của ông đều thuộc loại hình thức này.
Bá tước xứ Campomanes cố gắng cho Carlos thấy rằng những người lãnh đạo thực sự của cuộc nổi dậy chống lại Esquilache là các tu sĩ Dòng Tên. Sự giàu có và quyền lực của các tu sĩ Dòng Tên rất lớn; và theo sắc lệnh hoàng gia ngày 27 tháng 2 năm 1767, được gọi là Hình phạt thực dụng năm 1767, các tu sĩ Dòng Tên bị trục xuất khỏi Tây Ban Nha, và tất cả tài sản của họ đều bị tịch thu. Cuộc tranh luận của ông với các tu sĩ Dòng Tên, và ký ức về những người đã ở bên Giáo hoàng khi ông còn là Vua của Napoli, đã khiến ông hướng tới một chính sách chung nhằm hạn chế những gì ông coi là quyền lực quá mức của Giáo hội. Số lượng giáo sĩ được cho là nhàn rỗi, và đặc biệt hơn là các dòng tu, đã giảm đi, và Tòa án dị giáo Tây Ban Nha, mặc dù không bị bãi bỏ, nhưng đã trở nên trì trệ.
Trong khi đó, luật pháp lỗi thời có xu hướng hạn chế thương mại và công nghiệp đã bị bãi bỏ, đường sá, kênh mương và các công trình thoát nước được thiết lập. Nhiều dự án kinh doanh của hoàng đế Felipe V không dẫn đến điều gì khác ngoài việc lãng phí tiền bạc, hoặc tạo ra các điểm nóng về công ăn việc làm; tuy nhiên, nhìn chung đất nước vẫn thịnh vượng. Kết quả phần lớn là nhờ vào nhà vua, người, ngay cả khi không được khuyên bảo, ít nhất cũng đã thực hiện đều đặn nhiệm vụ cai trị của mình.
Carlos cũng tìm cách cải cách chính sách thuộc địa của Tây Ban Nha, nhằm làm cho các thuộc địa của Tây Ban Nha cạnh tranh hơn với các đồn điền ở Tây Ấn thuộc Pháp (đặc biệt là thuộc địa Saint-Domingue của Pháp) và Brazil thuộc Bồ Đào Nha. Điều này dẫn đến việc tạo ra "Códigos Negros Españoles", hay Luật đen Tây Ban Nha. Bộ luật Đen, một phần dựa trên Bộ luật Noir của Pháp và Castilian Siete Partidas thế kỷ XIII, nhằm mục đích thiết lập quyền kiểm soát pháp lý lớn hơn đối với nô lệ ở các thuộc địa của Tây Ban Nha, nhằm mở rộng sản xuất nông nghiệp. Luật đầu tiên được viết cho thành phố Santo Domingo vào năm 1768, trong khi Luật thứ hai được viết cho lãnh thổ Louisiana thuộc Tây Ban Nha mới giành được vào năm 1769. Luật thứ ba, được đặt tên là "Código Negro Carolino" theo tên chính Carlos, đã chia giải phóng người da đen và nô lệ ở Santo Domingo thành các tầng lớp kinh tế xã hội được phân tầng nghiêm ngặt.

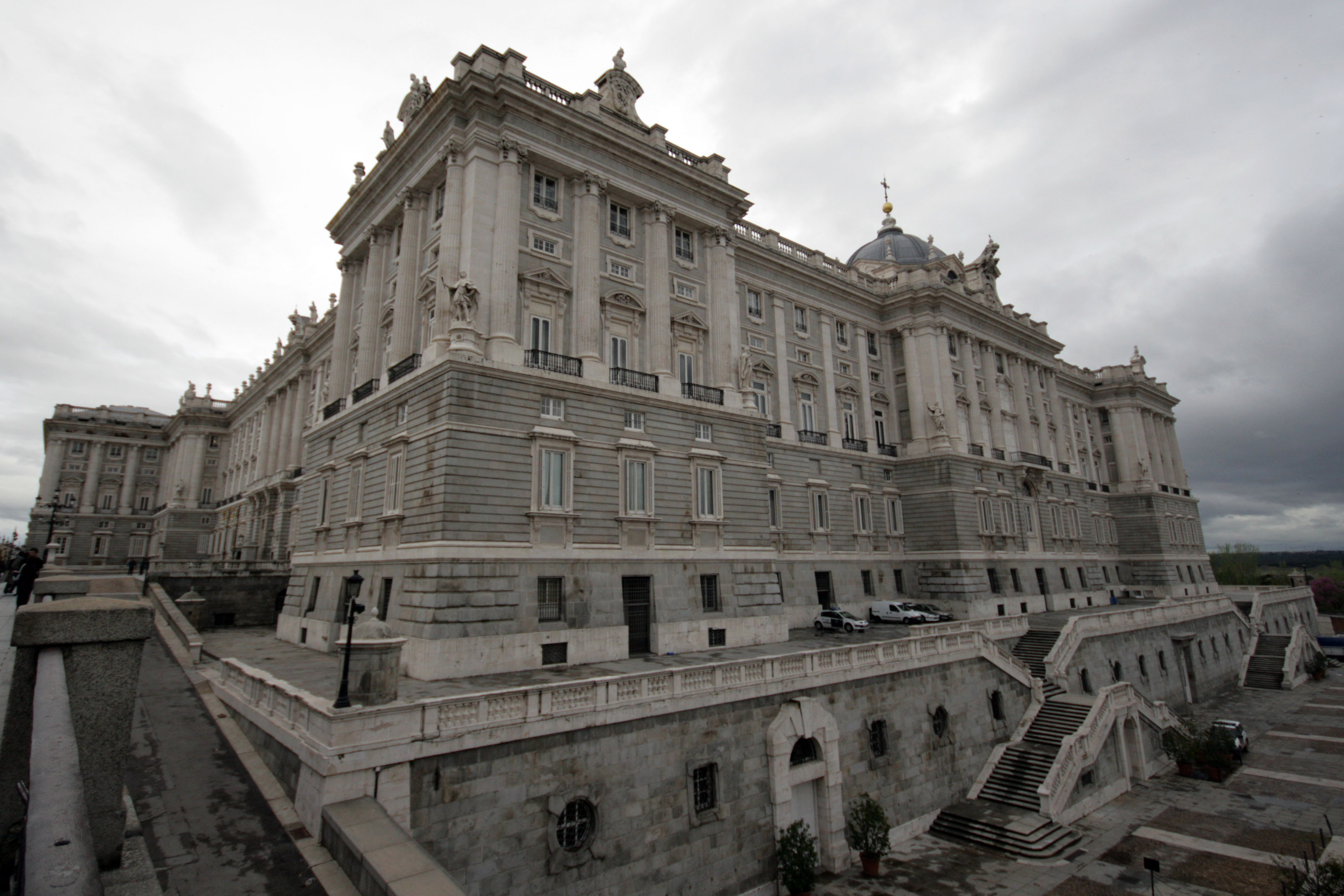
Cung điện Hoàng gia Madrid nơi Carlos qua đời

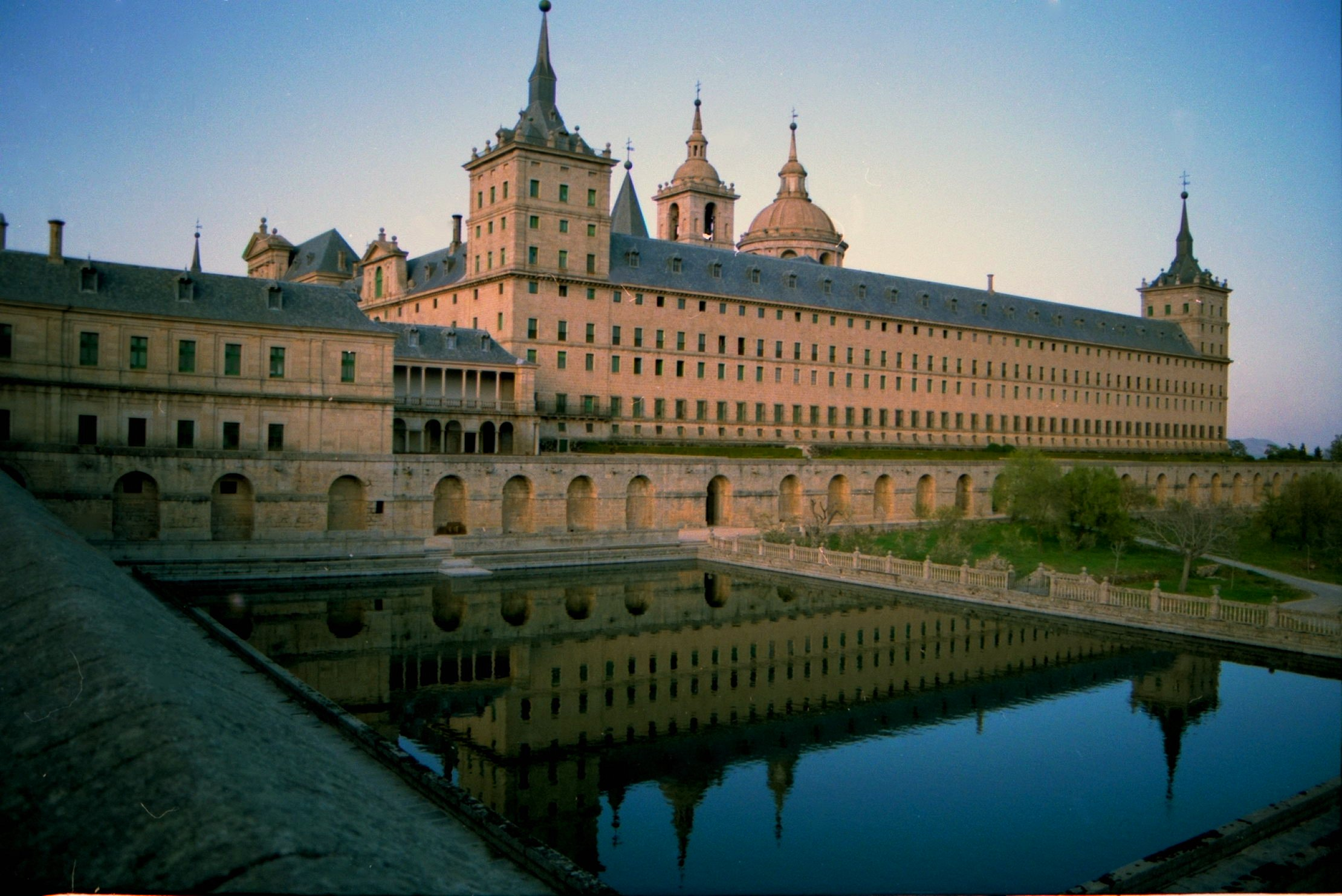
El Escorial nơi chôn cất Carlos

Ở Tây Ban Nha, ông tiếp tục cố gắng cải thiện dịch vụ và cơ sở vật chất cho người dân của mình. Ông đã thành lập nhà máy Sứ sang trọng dưới tên Real Fábrica del Buen Retiro vào năm 1760; Các nhà máy tiếp theo là Real Fábrica de Cristales de La Granja và sau đó là Real Fábrica de Platería Martínez vào năm 1778. Trong thời kỳ trị vì của ông, các khu vực Asturias và Catalonia đã công nghiệp hóa nhanh chóng và tạo ra nhiều doanh thu cho nền kinh tế Tây Ban Nha. Sau đó, ông chuyển sang nền kinh tế nước ngoài hướng tới các thuộc địa của mình ở châu Mỹ. Đặc biệt, ông xem xét tình hình tài chính của Philippines và khuyến khích thương mại với Hoa Kỳ, bắt đầu từ năm 1778. Ông cũng thực hiện một số công trình công cộng; ông đã cho xây dựng Kênh đào Hoàng gia Aragon cũng như một số tuyến đường dẫn đến thủ đô Madrid, nằm ở trung tâm Tây Ban Nha. Các thành phố khác đã được cải thiện trong thời kỳ trị vì của ông; Ví dụ, Seville đã chứng kiến sự ra đời của nhiều công trình kiến trúc mới như bệnh viện và Archivo General de Indias. Ở Madrid, ông được mệnh danh là "el Mejor Alcalde de Madrid" (Thị trưởng tốt nhất của Madrid). Carlos chịu trách nhiệm trao danh hiệu "Đại học Hoàng gia" cho Đại học Santo Tomás ở Manila, trường lâu đời nhất ở châu Á.
Tại thủ đô, ông cũng cho xây dựng Puerta de Alcalá nổi tiếng cùng với bức tượng đài phun nước Alcachofa, đồng thời di chuyển và thiết kế lại Real Jardín Botánico de Madrid. Ông đã xây dựng Museo Nacional Centro de Arte Reina Sofía trong tương lai, cũng như Museo del Prado nổi tiếng. Tại Cung điện Vương thất Aranjuez ông đã bổ sung thêm 2 toà nhà cánh trái và phải cho cung điện.
Ông đã tạo ra Xổ số Tây Ban Nha và giới thiệu những chiếc Hoạt cảnh Giáng sinh theo mô hình của người Napoli. Dưới triều đại của ông, phong trào thành lập "Hiệp hội kinh tế" (một hình thức ban đầu của Phòng Thương mại) đã ra đời.
Cung điện Hoàng gia Madrid đã trải qua nhiều thay đổi dưới sự cai trị của ông. Chính trong triều đại của ông, Comedor de gala (Phòng ăn Gala) khổng lồ đã được xây dựng trong những năm 1765–1770; căn phòng thay thế cho những căn hộ cũ của Vương hậu Maria Amalia. Ông qua đời trong cung điện này vào ngày 14 tháng 12 năm 1788.

## Cai trị Đế chế Tây Ban Nha

### Tập trung hóa quy tắc và tăng doanh thu
Các chính sách tập trung hóa nhà nước Tây Ban Nha trên Bán đảo Iberia đã được mở rộng sang các lãnh thổ hải ngoại, đặc biệt là sau khi kết thúc Chiến tranh Bảy năm, khi Havana và Manila bị người Anh chiếm đóng (1762–63). Những người tiền nhiệm của Carlos III trên ngai vàng đã bắt đầu cải tổ mối quan hệ các tài sản thuộc sở hữu của người Mỹ gốc Tây Ban Nha và người Philippines, để tạo ra một đế chế tập trung và thống nhất. Chiến tranh Bảy năm đã chứng minh cho Carlos thấy rằng quân đội Tây Ban Nha không đủ khả năng cho một cuộc chiến với Anh. Việc phòng thủ quân sự của đế quốc là ưu tiên hàng đầu, một công việc tốn kém nhưng cần thiết. Với hiệp ước hòa bình năm 1763 chấm dứt Chiến tranh Bảy năm, Tây Ban Nha đã giành lại được các cảng Havana, Cuba và Manila ở Philippines. Esquilache cần tìm doanh thu để hỗ trợ việc thành lập quân đội thường trực và củng cố các cảng. Để gây quỹ, thuế bán hàng alcabala đã tăng từ 2% lên 5%. Để tăng cường thương mại, Havana và các cảng Caribe khác được phép giao thương với các cảng khác trong đế quốc Tây Ban Nha, không phải là thương mại đầy đủ, nhưng comercio libre là thương mại tự do hơn. Với việc mở rộng, Tây Ban Nha hy vọng sẽ làm suy yếu hoạt động buôn bán bí mật của Anh với châu Mỹ thuộc Tây Ban Nha và thu được nhiều doanh thu hơn cho vương quyền Tây Ban Nha.
Carlos cử Hầu tước José de Gálvez làm tổng thanh tra (khách) đến Tân Tây Ban Nha vào năm 1765 để tìm cách kiếm thêm doanh thu từ tài sản giàu có nhất ở nước ngoài và quan sát các điều kiện. Chức vụ này trao quyền lực sâu rộng cho người nắm giữ nó, đôi khi còn lớn hơn cả phó vương. Sau khi trở về Tây Ban Nha vào năm 1771, Gálvez trở thành Bộ trưởng Ấn Độ và tiến hành những thay đổi hành chính sâu rộng, thay thế hệ thống quản lý cũ bằng các khu hành chính (dân khu) và tăng cường kiểm soát vương quyền tập trung.

### Trục xuất các tu sĩ Dòng Tên, 1767

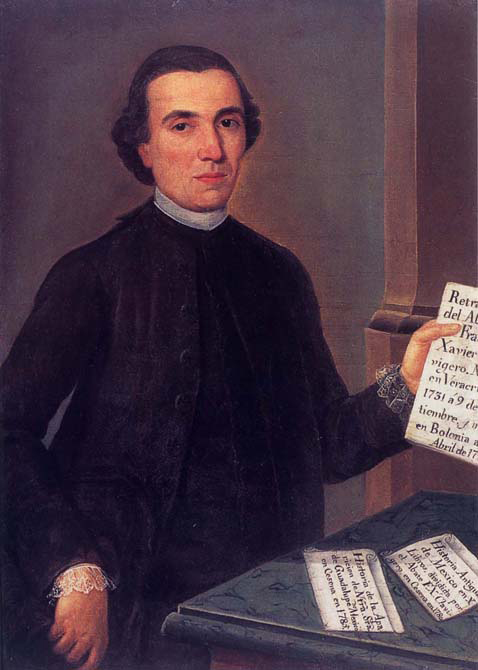
Francisco Javier Clavijero, tu sĩ Dòng Tên người Mexico bị đày sang Ý. Lịch sử Mexico cổ đại của ông là một văn bản đáng tự hào đối với những người đương thời ở Tân Tây Ban Nha. Ông được tôn kính ở Mexico hiện đại như một người yêu nước creole.

Bộ trưởng người Ý là Hầu tước xứ Esquilache của Carlos bị người Tây Ban Nha ghét bỏ, bị coi như người nước ngoài và chịu trách nhiệm về các chính sách mà nhiều người Tây Ban Nha phản đối. Cuộc bạo loạn bánh mì năm 1766, được gọi là Cuộc bạo loạn Esquilache, đổ lỗi cho mục sư, nhưng đằng sau cuộc nổi dậy, Hội Chúa Giêsu được coi là thủ phạm thực sự. Sau khi lưu đày Esquilache, Carlos đã trục xuất các tu sĩ Dòng Tên khỏi Tây Ban Nha và khỏi các lãnh thổ trên toàn đế chế vào năm 1767. Ở châu Mỹ thuộc Tây Ban Nha, tác động này rất đáng kể, vì Dòng Tên là một dòng tu giàu có và quyền lực, sở hữu các trang trại sinh lợi tạo ra doanh thu tài trợ cho các sứ mệnh của họ. Đối với những người Tây Ban Nha gốc Mỹ, dòng tu giàu có và uy tín này đã giáo dục con trai họ và chấp nhận một số ít được chọn vào hàng ngũ của họ đã bị đưa đi lưu vong ở Ý. Các tài sản của Dòng Tên, bao gồm cả các trang trại đang phát đạt, bị tịch thu, các trường đại học bị đóng cửa, và các cơ quan truyền giáo được chuyển giao cho các dòng tu khác. Về mặt chính trị, văn hóa và kinh tế, việc trục xuất là một đòn giáng mạnh vào cơ cấu của đế chế.

### Cải cách Bourbon
Chính phủ Tây Ban Nha, trong nỗ lực hợp lý hóa hoạt động của đế chế thuộc địa của mình, đã bắt đầu giới thiệu cái được gọi là Cải cách Bourbon trên khắp thuộc địa ở Nam Mỹ. Năm 1776, như một phần của những cải cách này, nó đã thành lập Phó vương quốc Río de la Plata bằng cách tách Thượng Peru (Bolivia hiện đại) và lãnh thổ hiện nay là Argentina khỏi Phó vương quốc Peru. Những vùng lãnh thổ này bao gồm các mỏ bạc quan trọng về mặt kinh tế tại Potosí, nơi lợi ích kinh tế của chúng bắt đầu chảy về Buenos Aires ở phía đông, thay vì Cuzco và Lima ở phía tây. Khó khăn kinh tế mà điều này gây ra cho các bộ phận của Altiplano kết hợp với sự áp bức có hệ thống đối với tầng lớp dưới của người da đỏ và người mestizo đã tạo ra một môi trường trong đó một cuộc nổi dậy quy mô lớn có thể xảy ra. Năm 1780, một cuộc nổi dậy bản địa của hầu hết người Aymara và người Quechua đã diễn ra chống lại những người cai trị thuộc địa của Phó vương quốc Peru, do Túpac Amaru II lãnh đạo. Cuộc nổi dậy của Túpac Amaru diễn ra đồng thời với cuộc nổi dậy của Túpac Katari ở Thượng Peru thời thuộc địa.

## Đời tư

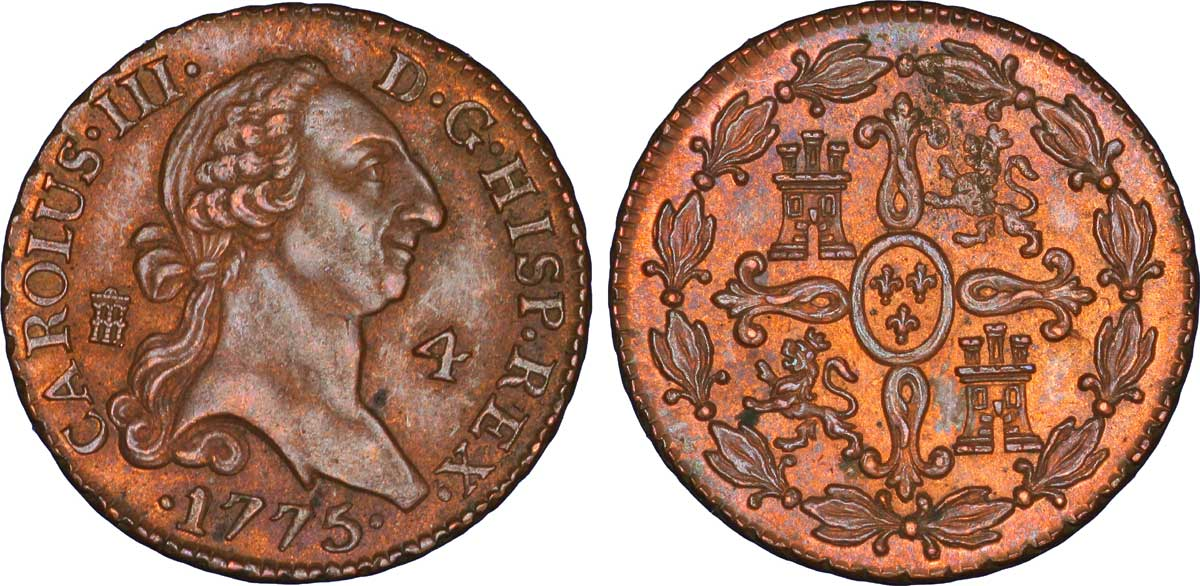
Chân dung Carlos III trên đồng xu Tây Ban Nha

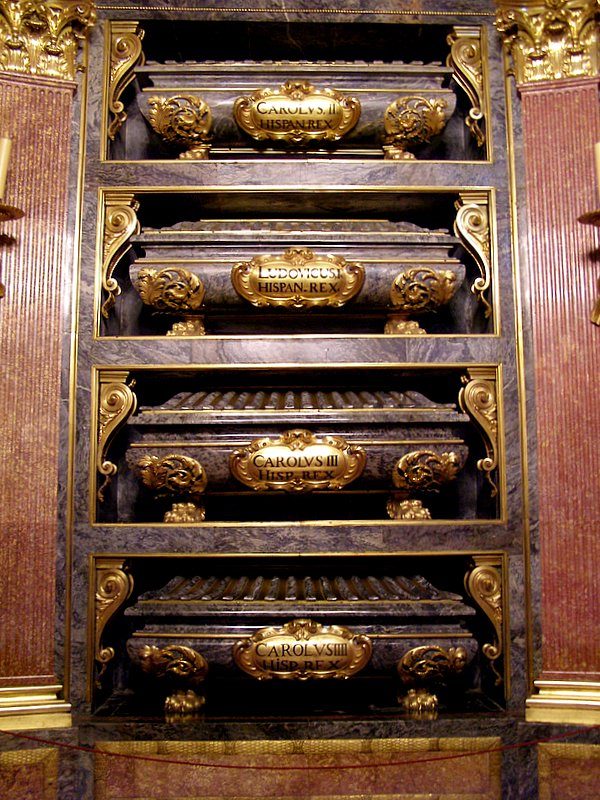
Lăng mộ của Carlos III ở Escorial

Carlos nhận được sự giáo dục nghiêm khắc và có tổ chức dành cho một Vương tử Tây Ban Nha bởi Giovanni Antonio Medrano; ông rất ngoan đạo và thường kính trọng người mẹ độc đoán của mình. Alvise Giovanni Mocenigo, Tổng trấn Venezia và Đại sứ Venezia tại Napoli tuyên bố rằng "...ông ấy nhận được một nền giáo dục loại bỏ mọi nghiên cứu và mọi ứng dụng để có thể tự quản lý" (...tenne semper un 'educazione lontanissima da ogni studio và da ogni applicazione per diventare da sé stesso capace di Governmento).
Giovanni Antonio Medrano đã dạy ông địa lý, lịch sử và toán học, cũng như nghệ thuật quân sự và kiến trúc trong thời gian ông ở các thành phố Florence, Parma và Piacenza. Ông ấy cũng được đào tạo về nghề in ấn (vẫn là một thợ khắc nhiệt tình), vẽ tranh và một loạt các hoạt động thể chất, bao gồm cả sở thích sau này của ông ấy là săn bắn. Ngài Horatio Mann, một nhà ngoại giao người Anh ở Florence lưu ý rằng ông rất ấn tượng về sự yêu thích của Carlos đối với môn thể thao này.
Ngoại hình của ông bị chi phối bởi chiếc mũi Bourbon mà ông được thừa hưởng từ phía gia đình bên cha mình. Ông được miêu tả là "một cậu bé da nâu, có khuôn mặt gầy với chiếc mũi phồng", và nổi tiếng với tính cách vui vẻ và cởi mở.
Mẹ của Carlos là Elisabeth Farnese, đã tìm kiếm những nàng dâu tiềm năng cho con trai mình khi ông chính thức được công nhận là Vua của Napoli và Sicilia. Không thể lấy Nữ đại công tước Áo nên bà đã tìm đến Ba Lan, chọn Vương nữ Maria Amalia xứ Sachsen, con gái của vị vua Ba Lan mới được bầu lên là Agust III và người vợ của ông là Maria Josepha của Áo. Maria Josepha là cháu gái của Hoàng đế Karl; cuộc hôn nhân được coi là sự thay thế duy nhất cho cuộc hôn nhân ở Áo bất thành trước đó. Maria Amalia chỉ mới 13 tuổi khi được thông báo về cuộc hôn nhân. Ngày kết hôn được xác nhận vào ngày 31 tháng 10 năm 1737. Maria Amalia kết hôn theo ủy quyền tại Dresden vào tháng 5 năm 1738, với anh trai cô là Friedrich Christian, Tuyển hầu xứ Sachsen đại diện cho Carlos. Cuộc hôn nhân này được Lãnh địa Giáo hoàng coi trọng và là dấu mốc chấm dứt hiệu quả bất đồng ngoại giao giữa Giáo hoàng với Carlos. Cặp đôi gặp nhau lần đầu tiên vào ngày 19 tháng 6 năm 1738 tại Portella, một ngôi làng ở biên giới vương quốc gần Fondi. Tại triều đình, lễ hội kéo dài đến ngày 3 tháng 7. Như một phần của lễ kỷ niệm, Carlos đã thành lập Huân chương Thánh Januarius — mệnh lệnh hiệp sĩ danh giá nhất trong vương quốc. Sau đó, ông đã thành lập Huân chương Carlos III ở Tây Ban Nha vào ngày 19 tháng 9 năm 1771.
Cuộc khủng hoảng đầu tiên mà Carlos phải đối mặt với tư cách là Vua Tây Ban Nha là cái chết của người vợ yêu dấu Maria Amalia. Bà đột ngột qua đời tại Cung điện Buen Retiro ở ngoại ô phía đông Madrid, ở tuổi 35, vào ngày 27 tháng 9 năm 1760. Bà được chôn cất tại El Escorial trong hầm mộ hoàng gia. Carlos ở vậy mà không kết hôn nữa cho đến khi qua đời. Tấm gương về hành động và việc làm của ông không phải là không có tác dụng đối với các quý tộc Tây Ban Nha khác. Trong cuộc sống gia đình, Vua Carlos là người bình thường và là một bậc thầy ân cần, mặc dù ông có miệng lưỡi hơi cay nghiệt và có cái nhìn khá hoài nghi về con người. Ông rất thích săn bắn. Trong những năm cuối đời, ông gặp một số rắc rối với con trai cả và con dâu.
Carlos là một trong những chủ nô lớn nhất trong Đế quốc Tây Ban Nha, sở hữu 1.500 nô lệ ở Bán đảo Iberia và 18.500 nô lệ khác ở các thuộc địa châu Mỹ của Tây Ban Nha. Quyền sở hữu nô lệ của ông đã ảnh hưởng đến giới quý tộc Tây Ban Nha, họ bắt đầu cạnh tranh với Carlos bằng cách mua thêm nô lệ, đến mức vào những năm 1780, 4% dân số Madrid là nô lệ. Carlos được chôn cất tại Pantheon của các vua nằm ở Tu viện Hoàng gia El Escorial.

## Thành viên Hội Tam điểm
Hội Tam điểm đến Tây Ban Nha vào năm 1726, đến năm 1748, nó đã có 800 thành viên ở Cádiz, cửa ngõ vào Châu Mỹ thuộc Tây Ban Nha. Trong thời trị vì của Carlos III, Hội Tam điểm được hưởng nhiều quyền tự do, trong đó các nhà lãnh đạo chính trị và nhân vật xã hội có ảnh hưởng nhất là thành viên xuất sắc của các hội đoàn (gồm có Rodríguez Campomanes, Esquilache, Wall, Azara, Miguel de la Nava, Pedro del Río, Jovellanos, Valle, Salazar, Olavide, Roda, Công tước xứ Alba, Bá tước Floridablanca và Bá tước xứ Aranda), thuyết phục được nhà vua hạn chế quyền lực của Tòa án dị giáo Tây Ban Nha (thậm chí đứng sau việc trục xuất các tu sĩ Dòng Tên), bởi vì Sự hiện diện của Hội Tam điểm có ảnh hưởng rất lớn đến Quốc hội của Carlos III và Carlos IV để khuyến khích chế độ chuyên quyền khai sáng, gần như có mặt khắp nơi trong các tầng lớp quý tộc, giới văn nhân và quân sự xung quanh ông. Không có gì đáng ngạc nhiên vào năm 1751, khi Tòa án dị giáo Peru xét xử một người Pháp, điều này tiết lộ rằng ở thành phố Lima đã có ít nhất 40 đồng tu trong Hội Tam điểm. Người ta cũng đề cập rằng thông qua Francisco Saavedra và anh em nhà Gálvez (Matías de Gálvez y Gallardo cùng với José de Gálvez y Gallardo), Hội Tam điểm đã thể hiện mối liên kết với chính quyền các lãnh thổ thuộc địa ở Châu Mỹ gốc Tây Ban Nha.
Tuy nhiên, bất chấp truyền thuyết màu hồng về lòng khoan dung tương đối của ông, Charles III vẫn là một tín đồ Công giáo sùng đạo, người đã đàn áp Hội Tam điểm, đầu tiên là ở Vương quốc Napoli (nơi vào năm 1751, ông đã ban hành một sắc lệnh cấm Hội Tam điểm vì hành vi gây rối trật tự công cộng và vi phạm các quyền về chủ quyền Hoàng gia). Sau đó là ở Tây Ban Nha, ông là vị vua châu Âu trở nên nổi tiếng nhất trong việc đàn áp Hội Tam điểm (theo ghi chép trong các bức thư của ông) và tuân theo các chỉ thị chống Tam điểm của sắc chỉ Providas Romanorum Pontificum của Giáo hoàng Benedict XIV , điều này khiến cho việc phát triển Hội Tam điểm có tổ chức ở Tây Ban Nha cho đến tận Kỷ nguyên Napoléon là không thể. Các tác giả như José Antonio Ferrer Benimeli đã phủ nhận ảnh hưởng của Tam điểm trong thời kỳ Khai sáng ở Tây Ban Nha.
Tuy nhiên, các tác giả như Miguel Morayta (ủng hộ luận điểm cho rằng Carlos III là một thành viên của Hội Tam điểm) cho rằng thái độ chống Tam điểm của ông thực ra là do ông lo ngại "đối với sự phụ thuộc vào nước ngoài" (vì lợi ích của Vương quốc Anh và ở mức độ thấp hơn là các đối thủ của ông trong Khai sáng Pháp), hoặc thậm chí các chính sách chống Hội Tam điểm của ông cũng rõ ràng, theo lời thề vâng phục của Hội Tam điểm và lời thề giữ bí mật về các hoạt động của ông trong Hội Tam điểm (khi đó là các cuộc đàn áp rõ ràng và được đồng ý). Mặc dù vậy, vẫn có sự đồng thuận rằng việc mở rộng Hội Tam điểm ở Tây Ban Nha khai sáng của Carlos III chắc chắn đã phát triển, giống như cách nó được phát triển ở các nước châu Âu khác (đặc biệt là ở các gia đình hoàng gia và quý tộc ở Đức, Pháp và Anh). Theo Hội Tam điểm Carlos José Gutiérrez de los Ríos, ông tin rằng sự gia tăng số lượng người tham gia Hội Tam điểm, dưới thời trị vì của Carlos III, là sản phẩm của sự ngây thơ của nhiều người Tây Ban Nha:
"Những thành viên khác phớt lờ điều đó và tham gia một cách thiện chí để thu hút niềm vui và thậm chí còn tâng bốc những thành viên với sự hỗ trợ lẫn nhau, họ tận hưởng mọi cơ hội rất dễ dàng để tham gia và tìm bạn bè ở khắp mọi nơi..."

## Di sản
Sự cai trị của Carlos III được coi là "đế chế đỉnh cao" và không được duy trì sau khi ông qua đời. Carlos III lên ngôi Tây Ban Nha với kinh nghiệm đáng kể trong quản lý và ban hành những cải cách quan trọng nhằm vực dậy nền kinh tế Tây Ban Nha và củng cố đế chế của mình. Mặc dù phải đối mặt với những xung đột ở châu Âu, nhưng ông qua đời vào năm 1788, vài tháng trước khi Cách mạng Pháp nổ ra vào tháng 7 năm 1789. Carlos III đã không trang bị cho con trai và người thừa kế của mình là Vua Carlos IV những kỹ năng hoặc kinh nghiệm quản trị quốc gia. Carlos IV tiếp tục một số chính sách của người cha danh giá hơn của mình, nhưng bị con trai ông là Thái tử Fernando buộc phải thoái vị và sau đó bị Napoléon Bonaparte bắt giam khi xâm lược Tây Ban Nha vào năm 1808.
Những huy hiệu được Carlos sử dụng khi còn là Vua Tây Ban Nha đã được sử dụng cho đến năm 1931 khi chắt trai của ông là Vua Alphonso XIII mất vương miện và Đệ Nhị Cộng hòa Tây Ban Nha được tuyên bố thành lập (cũng có một thời gian gián đoạn ngắn từ năm 1873 đến năm 1875). Felipe VI của Tây Ban Nha, quốc vương hiện tại của Tây Ban Nha, là hậu duệ nam trực tiếp của Carlos. Felipe VI cũng là hậu duệ của Maria Theresa của Áo.
Đại học Carlos III của Madrid, được thành lập năm 1989 và là một trong 300 trường đại học hàng đầu thế giới, được đặt theo tên ông.

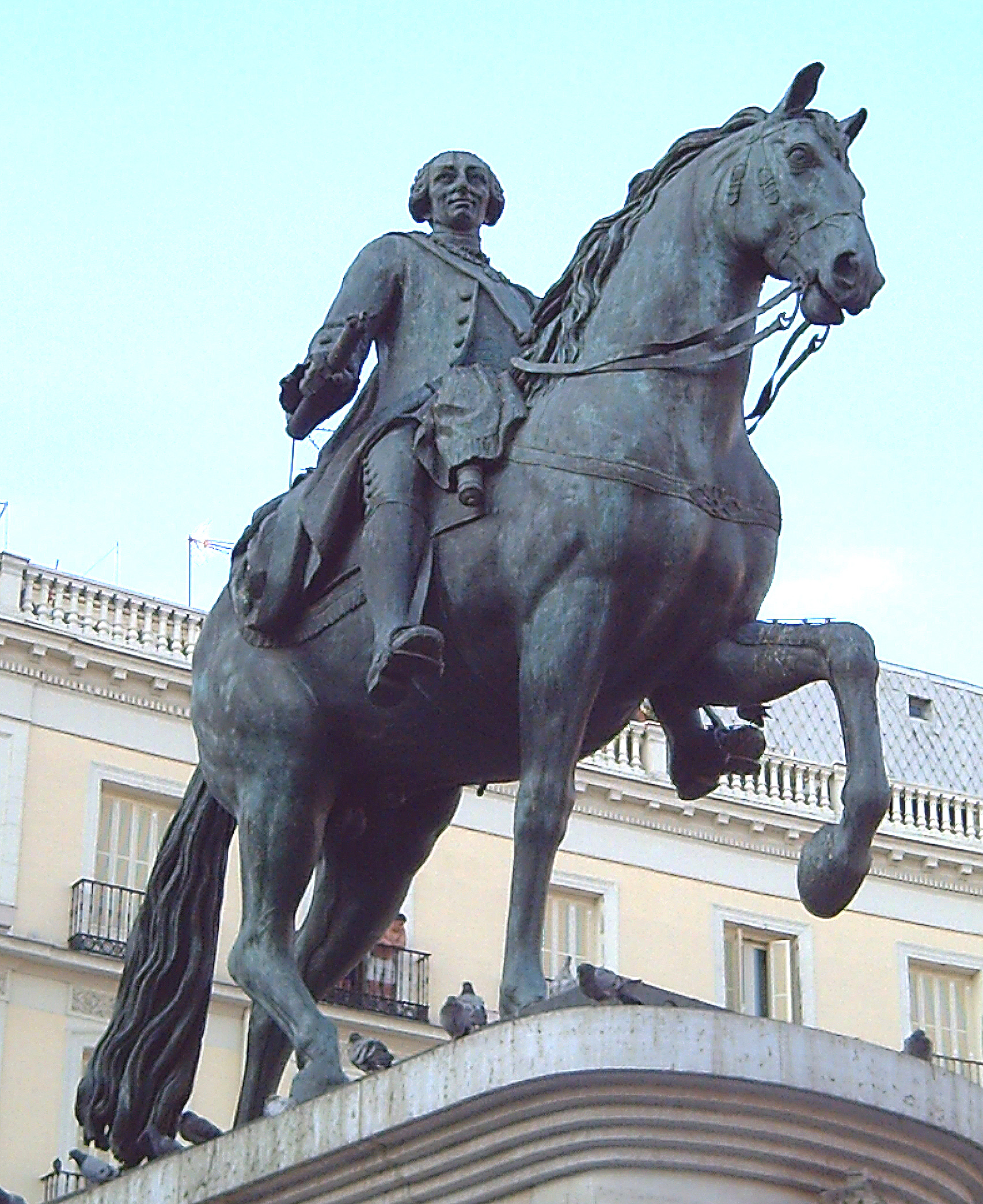
Tượng Carlos III ở Madrid
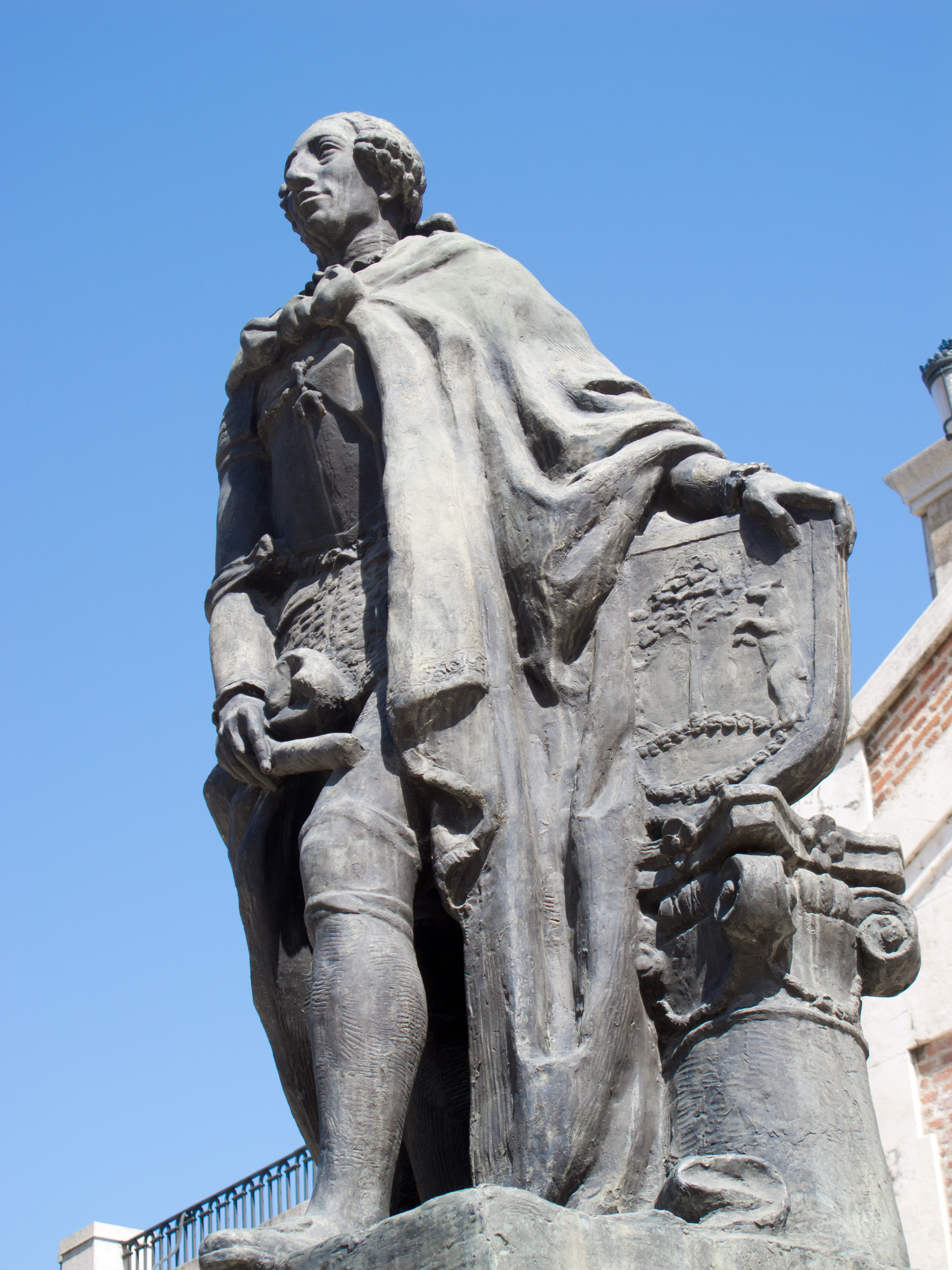
Tượng Carlos III ở Madrid (Juan Adsuara), 1966
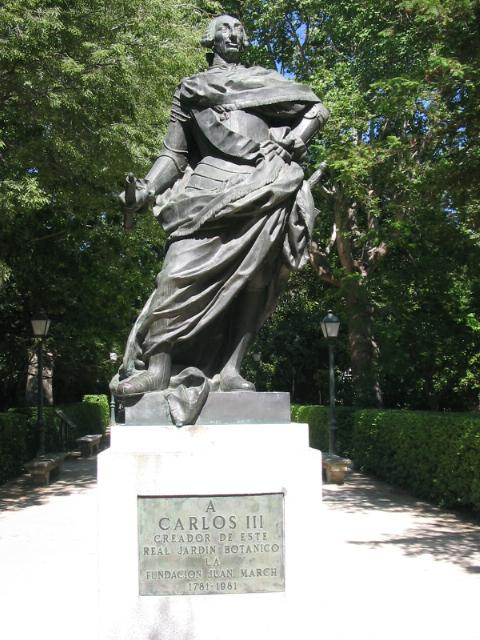
Carlos III, statue du Real Jardín Botánico de Madrid

## Gia đình
| Tên | Sinh                                                         | Mất                                                                               | Chú thích |
| --- | ------------------------------------------------------------ | --------------------------------------------------------------------------------- | --- |
| Công chúa Maria Isabel Antonietta de Padua Francisca Januaria Francisca de Paula Juana Nepomucena Josefina Onesifora của Naples và Sicily | Cung điện Portici, Portici, Modern Italy, 6 tháng 9 năm 1740 | Naples, ngày 2 tháng 11 năm 1742                                                  | chết trẻ. |
| Công chúa Maria Josefa Antonietta của Tây Ban Nha của Naples và Sicily                                                                    | Cung điện Portici, 20 tháng 1 năm 1742                       | Naples, 1 tháng 4 năm 1742                                                        | Chết trẻ. |
| Công chúa María Isabel Ana của Naples và Sicily                                                                                           | Cung điện Capodimonte, 30 tháng 4 năm 1743                   | Cung điện Capodimonte, 5 tháng 3 năm 1749                                         | chết trẻ. |
| Công chúa María Josefa Carmela của Naples và Sicily                                                                                       | Gaeta, Italy 6 tháng 7 năm 1744                              | Madrid, 8 tháng 12 năm 1801                                                       | Chưa kết hôn |
| Công chúa Maria Luisa của Naples và Sicily                                                                                                | Cung điện Portici, 24 tháng 11 năm 1745                      | Cung điện Hoàng gia Hofburg, Vienna, 15 tháng 5 năm 1792                          | Kết hôn với Leopold II của Thánh chế La Mã năm 1765 và có hậu duệ. |
| Hoàng tử Felipe Antonio Genaro Pasquale Francesco de Paula của Naples và Sicily                                                           | Cung điện Portici, 13 tháng 6 naqwm 1747                     | Cung điện Portici, 19 tháng 12 năm 1777                                           | Công tước xứ Calabria; Bị loại khỏi quyền kế vị ngai vàng |
| Hoàng tử Carlos Antonio Pascual Francisco Javier Juan Nepomuceno Jose Januario Serafin Diego của Naples và Sicily                         | Cung điện Portici, 11 tháng 11 năm 1748                      | Palazzo Barberini, Rome, 19 tháng 1 năm 1819                                      | Tương lai là Vua Carlos IV của Tây Ban Nha; kết hôn với Công chúa Maria Luisa của Parma và để lại hậu duệ. |
| Công chúa Maria Teresa Antonieta Francisca Javier Francisca de Paula Serafina của Naples và Sicily                                        | Cung điện Hoàng gia Naples, 2 tháng 12 năm 1749              | Cung điện Portici, 2 tháng 5 năm 1750                                             | Chết trẻ. |
| Hoàng tử Ferdinando Antonio Pasquale Giovanni Nepomuceno Serafino Gennaro Benedetto của Naples và Sicily                                  | Naples, 12 tháng 1 năm 1751                                  | Naples, 4 tháng 1 năm 1825                                                        | kết hôn 2 lần; lần đầu kết hôn với Nữ đại công tước Maria Karolina của Áo và có con cái; dòng hiện tại của Hai Sicilia có nguồn gốc từ những đứa con với vợ đầu; kết hôn lần thứ hai với Lucia Migliaccio của Floridia. Ferdinand đã chứng kiến sự ra đời của Hai Sicilia vào năm 1816. |
| Vương tử Gabriel Antonio Francisco Javier Juan Nepomuceno José Serafin Pascual Salvador của Naples và Sicily                              | Cung điện Portici, 11 tháng 5 năm 1752                       | Casita del Infante, San Lorenzo de El Escorial, Tây Ban Nha, 23 tháng 11 năm 1788 | kết hôn với Infanta Mariana Vitória của Bồ Đào Nha, con gái của Maria I của Bồ Đào Nha;có ba người con, hai trong số đó chết trẻ. |
| Công chúa Maria Ana của Naples và Sicily                                                                                                  | Cung điện Portici, 3 tháng 7 năm 1754                        | Cung điện Capodimonte, 11 tháng 5 năm 1755                                        | Chết trẻ. |
| Hoàng tử Antonio Pascual Francisco Javier Juan Nepomuceno Aniello Raimundo Sylvestre của Naples và Sicily                                 | Cung điện Caserta, 31 tháng 12 năm 1755                      | 20 tháng 4 năm 1817                                                               | kết hôn với cháu gái của anh ấy, Infanta Maria Amalia của Tây Ban Nha (1779–1798) năm 1795 và không có con cái. |
| Hoàng tử Francisco Javier Antonio Pascual Bernardo Francisco de Paula Juan Nepomuceno Aniello Julian của Naples và Sicily                 | Cung điện Caserta, 15 tháng 2 năm 1757                       | Cung điện Hoàng gia Aranjuez, Tây Ban Nha, 10 tháng 4 năm 1771                    | qua đời năm 14 tuổi |

## Gia phả
| \| \| \| \| \| \| \| \| \| \| \| \| \| \| \| \| \| \| \| \| 16. Louis XIII của Pháp \| \| \| \| \| \| \| \| \| \| \| \| \| \| \| \| \| \| \| \| \| \| \| \| \| \| \| \| \| \| \| \| \| \| \| \| \| \| \| \| \| \| \| \| \| \| \| \| \| \| \| \| \| \| 8. Louis XIV của Pháp \| \| \| \| \| \| \| \| \| \| \| \| \| \| \| \| \| \| \| \| \| \| \| \| \| \| \| \| \| \| \| \| \| \| \| \| \| \| \| \| \| \| \| \| \| \| \| \| \| \| \| \| \| \| 17. Ana của Tây Ban Nha \| \| \| \| \| \| \| \| \| \| \| \| \| \| \| \| \| \| \| \| \| \| \| \| \| \| \| \| \| \| \| \| \| \| \| \| \| \| \| \| \| \| \| \| \| \| \| \| \| \| \| \| \| \| 4. Louis của Pháp \| \| \| \| \| \| \| \| \| \| \| \| \| \| \| \| \| \| \| \| \| \| \| \| \| \| \| \| \| \| \| \| \| \| \| \| \| \| \| \| \| \| \| \| \| \| \| \| \| \| \| \| \| \| 18. Felipe IV của Tây Ban Nha \| \| \| \| \| \| \| \| \| \| \| \| \| \| \| \| \| \| \| \| \| \| \| \| \| \| \| \| \| \| \| \| \| \| \| \| \| \| \| \| \| \| \| \| \| \| \| \| \| \| \| \| \| \| 9. María Teresa của Tây Ban Nha \| \| \| \| \| \| \| \| \| \| \| \| \| \| \| \| \| \| \| \| \| \| \| \| \| \| \| \| \| \| \| \| \| \| \| \| \| \| \| \| \| \| \| \| \| \| \| \| \| \| \| \| \| \| 19. Élisabeth của Pháp \| \| \| \| \| \| \| \| \| \| \| \| \| \| \| \| \| \| \| \| \| \| \| \| \| \| \| \| \| \| \| \| \| \| \| \| \| \| \| \| \| \| \| \| \| \| \| \| \| \| \| \| \| \| 2. Felipe V của Tây Ban Nha \| \| \| \| \| \| \| \| \| \| \| \| \| \| \| \| \| \| \| \| \| \| \| \| \| \| \| \| \| \| \| \| \| \| \| \| \| \| \| \| \| \| \| \| \| \| \| \| \| \| \| \| \| \| 20. Maximilian I xứ Bayern \| \| \| \| \| \| \| \| \| \| \| \| \| \| \| \| \| \| \| \| \| \| \| \| \| \| \| \| \| \| \| \| \| \| \| \| \| \| \| \| \| \| \| \| \| \| \| \| \| \| \| \| \| \| 10. Ferdinand Maria I xứ Bayern \| \| \| \| \| \| \| \| \| \| \| \| \| \| \| \| \| \| \| \| \| \| \| \| \| \| \| \| \| \| \| \| \| \| \| \| \| \| \| \| \| \| \| \| \| \| \| \| \| \| \| \| \| \| 21. Maria Anna của Áo \| \| \| \| \| \| \| \| \| \| \| \| \| \| \| \| \| \| \| \| \| \| \| \| \| \| \| \| \| \| \| \| \| \| \| \| \| \| \| \| \| \| \| \| \| \| \| \| \| \| \| \| \| \| 5. Maria Anna Victoria xứ Bayern \| \| \| \| \| \| \| \| \| \| \| \| \| \| \| \| \| \| \| \| \| \| \| \| \| \| \| \| \| \| \| \| \| \| \| \| \| \| \| \| \| \| \| \| \| \| \| \| \| \| \| \| \| \| 22. Vittorio Amedeo I của Savoia \| \| \| \| \| \| \| \| \| \| \| \| \| \| \| \| \| \| \| \| \| \| \| \| \| \| \| \| \| \| \| \| \| \| \| \| \| \| \| \| \| \| \| \| \| \| \| \| \| \| \| \| \| \| 11. Enrichetta Adelaide của Savoia \| \| \| \| \| \| \| \| \| \| \| \| \| \| \| \| \| \| \| \| \| \| \| \| \| \| \| \| \| \| \| \| \| \| \| \| \| \| \| \| \| \| \| \| \| \| \| \| \| \| \| \| \| \| 23. Christine Marie của Pháp \| \| \| \| \| \| \| \| \| \| \| \| \| \| \| \| \| \| \| \| \| \| \| \| \| \| \| \| \| \| \| \| \| \| \| \| \| \| \| \| \| \| \| \| \| \| \| \| \| \| \| \| \| \| 1. Fernando VI của Tây Ban Nha \| \| \| \| \| \| \| \| \| \| \| \| \| \| \| \| \| \| \| \| \| \| \| \| \| \| \| \| \| \| \| \| \| \| \| \| \| \| \| \| \| \| \| \| \| \| \| \| \| \| \| \| \| \| 24. Odoardo I Farnese \| \| \| \| \| \| \| \| \| \| \| \| \| \| \| \| \| \| \| \| \| \| \| \| \| \| \| \| \| \| \| \| \| \| \| \| \| \| \| \| \| \| \| \| \| \| \| \| \| \| \| \| \| \| 12. Ranuccio II Farnese \| \| \| \| \| \| \| \| \| \| \| \| \| \| \| \| \| \| \| \| \| \| \| \| \| \| \| \| \| \| \| \| \| \| \| \| \| \| \| \| \| \| \| \| \| \| \| \| \| \| \| \| \| \| 25. Margherita de' Medici \| \| \| \| \| \| \| \| \| \| \| \| \| \| \| \| \| \| \| \| \| \| \| \| \| \| \| \| \| \| \| \| \| \| \| \| \| \| \| \| \| \| \| \| \| \| \| \| \| \| \| \| \| \| 6. Odoardo II Farnese \| \| \| \| \| \| \| \| \| \| \| \| \| \| \| \| \| \| \| \| \| \| \| \| \| \| \| \| \| \| \| \| \| \| \| \| \| \| \| \| \| \| \| \| \| \| \| \| \| \| \| \| \| \| 26. Francesco I d'Este \| \| \| \| \| \| \| \| \| \| \| \| \| \| \| \| \| \| \| \| \| \| \| \| \| \| \| \| \| \| \| \| \| \| \| \| \| \| \| \| \| \| \| \| \| \| \| \| \| \| \| \| \| \| 13. Isabella của Este \| \| \| \| \| \| \| \| \| \| \| \| \| \| \| \| \| \| \| \| \| \| \| \| \| \| \| \| \| \| \| \| \| \| \| \| \| \| \| \| \| \| \| \| \| \| \| \| \| \| \| \| \| \| 27. Maria Caterina Farnese \| \| \| \| \| \| \| \| \| \| \| \| \| \| \| \| \| \| \| \| \| \| \| \| \| \| \| \| \| \| \| \| \| \| \| \| \| \| \| \| \| \| \| \| \| \| \| \| \| \| \| \| \| \| 3. Elisabetta Farnese \| \| \| \| \| \| \| \| \| \| \| \| \| \| \| \| \| \| \| \| \| \| \| \| \| \| \| \| \| \| \| \| \| \| \| \| \| \| \| \| \| \| \| \| \| \| \| \| \| \| \| \| \| \| 28. Wolfgang Wilhelm xứ Pfalz-Neuburg \| \| \| \| \| \| \| \| \| \| \| \| \| \| \| \| \| \| \| \| \| \| \| \| \| \| \| \| \| \| \| \| \| \| \| \| \| \| \| \| \| \| \| \| \| \| \| \| \| \| \| \| \| \| 14. Philipp Wilhelm I xứ Pfalz \| \| \| \| \| \| \| \| \| \| \| \| \| \| \| \| \| \| \| \| \| \| \| \| \| \| \| \| \| \| \| \| \| \| \| \| \| \| \| \| \| \| \| \| \| \| \| \| \| \| \| \| \| \| 29. Magdalena xứ Bayern \| \| \| \| \| \| \| \| \| \| \| \| \| \| \| \| \| \| \| \| \| \| \| \| \| \| \| \| \| \| \| \| \| \| \| \| \| \| \| \| \| \| \| \| \| \| \| \| \| \| \| \| \| \| 7. Dorothea Sophie xứ Neuburg \| \| \| \| \| \| \| \| \| \| \| \| \| \| \| \| \| \| \| \| \| \| \| \| \| \| \| \| \| \| \| \| \| \| \| \| \| \| \| \| \| \| \| \| \| \| \| \| \| \| \| \| \| \| 30. Georg II xứ Hessen-Darmstadt \| \| \| \| \| \| \| \| \| \| \| \| \| \| \| \| \| \| \| \| \| \| \| \| \| \| \| \| \| \| \| \| \| \| \| \| \| \| \| \| \| \| \| \| \| \| \| \| \| \| \| \| \| \| 15. Elisabeth Amalie xứ Hessen-Darmstadt \| \| \| \| \| \| \| \| \| \| \| \| \| \| \| \| \| \| \| \| \| \| \| \| \| \| \| \| \| \| \| \| \| \| \| \| \| \| \| \| \| \| \| \| \| \| \| \| \| \| \| \| \| \| 31. Sophia Eleonore xứ Sachsen \| \| \| \| \| \| \| \| \| \| \| \| \| \| \| \| \| \| \| \| \| \| \| \| \| \| \| \| \| \| \| \| \| \| \| \| \| \| \| \| \| \| \| \| \| \| \| \| \| \| \| \| |                                          |  |  |  |  |  |  |  |  |  |  |  |  |  |  |  |
| |                                          |  |  |  |  |  |  |  |  |  |  |  |  |  |  |  |
| | 16. Louis XIII của Pháp                  |  |  |  |  |  |  |  |  |  |  |  |  |  |  |  |
| |                                          |  |  |  |  |  |  |  |  |  |  |  |  |  |  |  |
| |                                          |  |  |  |  |  |  |  |  |  |  |  |  |  |  |  |
| | 8. Louis XIV của Pháp                    |  |  |  |  |  |  |  |  |  |  |  |  |  |  |  |
| |                                          |  |  |  |  |  |  |  |  |  |  |  |  |  |  |  |
| |                                          |  |  |  |  |  |  |  |  |  |  |  |  |  |  |  |
| | 17. Ana của Tây Ban Nha                  |  |  |  |  |  |  |  |  |  |  |  |  |  |  |  |
| |                                          |  |  |  |  |  |  |  |  |  |  |  |  |  |  |  |
| |                                          |  |  |  |  |  |  |  |  |  |  |  |  |  |  |  |
| | 4. Louis của Pháp                        |  |  |  |  |  |  |  |  |  |  |  |  |  |  |  |
| |                                          |  |  |  |  |  |  |  |  |  |  |  |  |  |  |  |
| |                                          |  |  |  |  |  |  |  |  |  |  |  |  |  |  |  |
| | 18. Felipe IV của Tây Ban Nha            |  |  |  |  |  |  |  |  |  |  |  |  |  |  |  |
| |                                          |  |  |  |  |  |  |  |  |  |  |  |  |  |  |  |
| |                                          |  |  |  |  |  |  |  |  |  |  |  |  |  |  |  |
| | 9. María Teresa của Tây Ban Nha          |  |  |  |  |  |  |  |  |  |  |  |  |  |  |  |
| |                                          |  |  |  |  |  |  |  |  |  |  |  |  |  |  |  |
| |                                          |  |  |  |  |  |  |  |  |  |  |  |  |  |  |  |
| | 19. Élisabeth của Pháp                   |  |  |  |  |  |  |  |  |  |  |  |  |  |  |  |
| |                                          |  |  |  |  |  |  |  |  |  |  |  |  |  |  |  |
| |                                          |  |  |  |  |  |  |  |  |  |  |  |  |  |  |  |
| | 2. Felipe V của Tây Ban Nha              |  |  |  |  |  |  |  |  |  |  |  |  |  |  |  |
| |                                          |  |  |  |  |  |  |  |  |  |  |  |  |  |  |  |
| |                                          |  |  |  |  |  |  |  |  |  |  |  |  |  |  |  |
| | 20. Maximilian I xứ Bayern               |  |  |  |  |  |  |  |  |  |  |  |  |  |  |  |
| |                                          |  |  |  |  |  |  |  |  |  |  |  |  |  |  |  |
| |                                          |  |  |  |  |  |  |  |  |  |  |  |  |  |  |  |
| | 10. Ferdinand Maria I xứ Bayern          |  |  |  |  |  |  |  |  |  |  |  |  |  |  |  |
| |                                          |  |  |  |  |  |  |  |  |  |  |  |  |  |  |  |
| |                                          |  |  |  |  |  |  |  |  |  |  |  |  |  |  |  |
| | 21. Maria Anna của Áo                    |  |  |  |  |  |  |  |  |  |  |  |  |  |  |  |
| |                                          |  |  |  |  |  |  |  |  |  |  |  |  |  |  |  |
| |                                          |  |  |  |  |  |  |  |  |  |  |  |  |  |  |  |
| | 5. Maria Anna Victoria xứ Bayern         |  |  |  |  |  |  |  |  |  |  |  |  |  |  |  |
| |                                          |  |  |  |  |  |  |  |  |  |  |  |  |  |  |  |
| |                                          |  |  |  |  |  |  |  |  |  |  |  |  |  |  |  |
| | 22. Vittorio Amedeo I của Savoia         |  |  |  |  |  |  |  |  |  |  |  |  |  |  |  |
| |                                          |  |  |  |  |  |  |  |  |  |  |  |  |  |  |  |
| |                                          |  |  |  |  |  |  |  |  |  |  |  |  |  |  |  |
| | 11. Enrichetta Adelaide của Savoia       |  |  |  |  |  |  |  |  |  |  |  |  |  |  |  |
| |                                          |  |  |  |  |  |  |  |  |  |  |  |  |  |  |  |
| |                                          |  |  |  |  |  |  |  |  |  |  |  |  |  |  |  |
| | 23. Christine Marie của Pháp             |  |  |  |  |  |  |  |  |  |  |  |  |  |  |  |
| |                                          |  |  |  |  |  |  |  |  |  |  |  |  |  |  |  |
| |                                          |  |  |  |  |  |  |  |  |  |  |  |  |  |  |  |
| | 1. Fernando VI của Tây Ban Nha           |  |  |  |  |  |  |  |  |  |  |  |  |  |  |  |
| |                                          |  |  |  |  |  |  |  |  |  |  |  |  |  |  |  |
| |                                          |  |  |  |  |  |  |  |  |  |  |  |  |  |  |  |
| | 24. Odoardo I Farnese                    |  |  |  |  |  |  |  |  |  |  |  |  |  |  |  |
| |                                          |  |  |  |  |  |  |  |  |  |  |  |  |  |  |  |
| |                                          |  |  |  |  |  |  |  |  |  |  |  |  |  |  |  |
| | 12. Ranuccio II Farnese                  |  |  |  |  |  |  |  |  |  |  |  |  |  |  |  |
| |                                          |  |  |  |  |  |  |  |  |  |  |  |  |  |  |  |
| |                                          |  |  |  |  |  |  |  |  |  |  |  |  |  |  |  |
| | 25. Margherita de' Medici                |  |  |  |  |  |  |  |  |  |  |  |  |  |  |  |
| |                                          |  |  |  |  |  |  |  |  |  |  |  |  |  |  |  |
| |                                          |  |  |  |  |  |  |  |  |  |  |  |  |  |  |  |
| | 6. Odoardo II Farnese                    |  |  |  |  |  |  |  |  |  |  |  |  |  |  |  |
| |                                          |  |  |  |  |  |  |  |  |  |  |  |  |  |  |  |
| |                                          |  |  |  |  |  |  |  |  |  |  |  |  |  |  |  |
| | 26. Francesco I d'Este                   |  |  |  |  |  |  |  |  |  |  |  |  |  |  |  |
| |                                          |  |  |  |  |  |  |  |  |  |  |  |  |  |  |  |
| |                                          |  |  |  |  |  |  |  |  |  |  |  |  |  |  |  |
| | 13. Isabella của Este                    |  |  |  |  |  |  |  |  |  |  |  |  |  |  |  |
| |                                          |  |  |  |  |  |  |  |  |  |  |  |  |  |  |  |
| |                                          |  |  |  |  |  |  |  |  |  |  |  |  |  |  |  |
| | 27. Maria Caterina Farnese               |  |  |  |  |  |  |  |  |  |  |  |  |  |  |  |
| |                                          |  |  |  |  |  |  |  |  |  |  |  |  |  |  |  |
| |                                          |  |  |  |  |  |  |  |  |  |  |  |  |  |  |  |
| | 3. Elisabetta Farnese                    |  |  |  |  |  |  |  |  |  |  |  |  |  |  |  |
| |                                          |  |  |  |  |  |  |  |  |  |  |  |  |  |  |  |
| |                                          |  |  |  |  |  |  |  |  |  |  |  |  |  |  |  |
| | 28. Wolfgang Wilhelm xứ Pfalz-Neuburg    |  |  |  |  |  |  |  |  |  |  |  |  |  |  |  |
| |                                          |  |  |  |  |  |  |  |  |  |  |  |  |  |  |  |
| |                                          |  |  |  |  |  |  |  |  |  |  |  |  |  |  |  |
| | 14. Philipp Wilhelm I xứ Pfalz           |  |  |  |  |  |  |  |  |  |  |  |  |  |  |  |
| |                                          |  |  |  |  |  |  |  |  |  |  |  |  |  |  |  |
| |                                          |  |  |  |  |  |  |  |  |  |  |  |  |  |  |  |
| | 29. Magdalena xứ Bayern                  |  |  |  |  |  |  |  |  |  |  |  |  |  |  |  |
| |                                          |  |  |  |  |  |  |  |  |  |  |  |  |  |  |  |
| |                                          |  |  |  |  |  |  |  |  |  |  |  |  |  |  |  |
| | 7. Dorothea Sophie xứ Neuburg            |  |  |  |  |  |  |  |  |  |  |  |  |  |  |  |
| |                                          |  |  |  |  |  |  |  |  |  |  |  |  |  |  |  |
| |                                          |  |  |  |  |  |  |  |  |  |  |  |  |  |  |  |
| | 30. Georg II xứ Hessen-Darmstadt         |  |  |  |  |  |  |  |  |  |  |  |  |  |  |  |
| |                                          |  |  |  |  |  |  |  |  |  |  |  |  |  |  |  |
| |                                          |  |  |  |  |  |  |  |  |  |  |  |  |  |  |  |
| | 15. Elisabeth Amalie xứ Hessen-Darmstadt |  |  |  |  |  |  |  |  |  |  |  |  |  |  |  |
| |                                          |  |  |  |  |  |  |  |  |  |  |  |  |  |  |  |
| |                                          |  |  |  |  |  |  |  |  |  |  |  |  |  |  |  |
| | 31. Sophia Eleonore xứ Sachsen           |  |  |  |  |  |  |  |  |  |  |  |  |  |  |  |
| |                                          |  |  |  |  |  |  |  |  |  |  |  |  |  |  |  |
| |                                          |  |  |  |  |  |  |  |  |  |  |  |  |  |  |  |

## Huy hiệu

Heraldry of Charles III of Spain
Huy hiệu của Vương tử Tây Ban Nha, Công tước có chủ quyền xứ Parma, Piacenza và Guastalla, và Đại công tử và Người thừa kế của Tuscany (1731–1735)[57]
Huy hiệu của Vương tử Tây Ban Nha và Vua của Napoli (1736–1759)[57]
Huy hiệu của Vương tử Tây Ban Nha và Vua của Sicilia (1736–1759)
Huy hiệu vua Tây Ban Nha (1761–1788)[58]